# Carlos I de España
Carlos I de España y V del Sacro Imperio Romano Germánico (Gante, 24 de febrero de 1500-Cuacos de Yuste, 21 de septiembre de 1558), llamado «el César», reinó junto con su madre Juana —esta última de forma solo nominal y hasta 1555— en todos los reinos, estados y señoríos hispánicos con el nombre de Carlos I desde 1516 hasta 1556, reuniendo así por primera vez en una misma persona, de forma efectiva, las coronas de Castilla y Aragón, el Reino de Navarra incluido. Su madre Juana I de Castilla heredó de Isabel la Católica la Corona de Castilla en 1505 y de Fernando el Católico la Corona de Aragón y el Reino de Navarra en 1516, pero desde 1506 no ejerció ningún poder efectivo. Fue emperador del Sacro Imperio Romano Germánico como Carlos V de 1520 a 1558.
Hijo de Juana I de Castilla y Felipe el Hermoso, y nieto por vía paterna del emperador Maximiliano I de Habsburgo y María de Borgoña, de quienes heredó el patrimonio borgoñón y el Archiducado de Austria con el derecho al trono imperial del Sacro Imperio Romano Germánico, y por vía materna de los Reyes Católicos, Isabel I de Castilla y Fernando II de Aragón, de quienes heredó la corona de Castilla, con los dominios en Navarra y las Indias Occidentales, y la corona de Aragón que comprendía los reinos de Nápoles, Sicilia, Cerdeña, Valencia, Mallorca, Aragón y el Principado de Cataluña.

## Biografía

### El joven príncipe
El nacimiento de Carlos de Habsburgo se produjo durante la celebración de un baile en el palacio Casa del Príncipe (Prinsenhof) de Gante, Flandes, cuando la embarazada archiduquesa Doña Juana comenzó a sentir fuertes dolores en el vientre por lo que nació en un retrete, lo que hizo que su nacimiento fuera presenciado por numerosos testigos que identificaran reglamentariamente al neonato evitando así cualquier duda sobre la legitimidad del futuro Heredero. Ella quería ponerle el nombre de Juan en recuerdo de su fallecido hermano, pero finalmente fue bautizado como Carlos por deseo de su padre y en recuerdo de su bisabuelo, Carlos el Temerario, quien murió en la batalla de Nancy en 1477. El bautizo, celebrado el 7 de marzo, fue oficiado por el obispo de Tournai, Pierre Quick, en la catedral de San Bavón. A él acudieron como madrinas Margarita de Austria, esposa del fallecido príncipe Juan, y Margarita de York, esposa de Carlos el Temerario, y como padrinos Carlos de Croy, príncipe de Chimay, y el señor de Vergás.

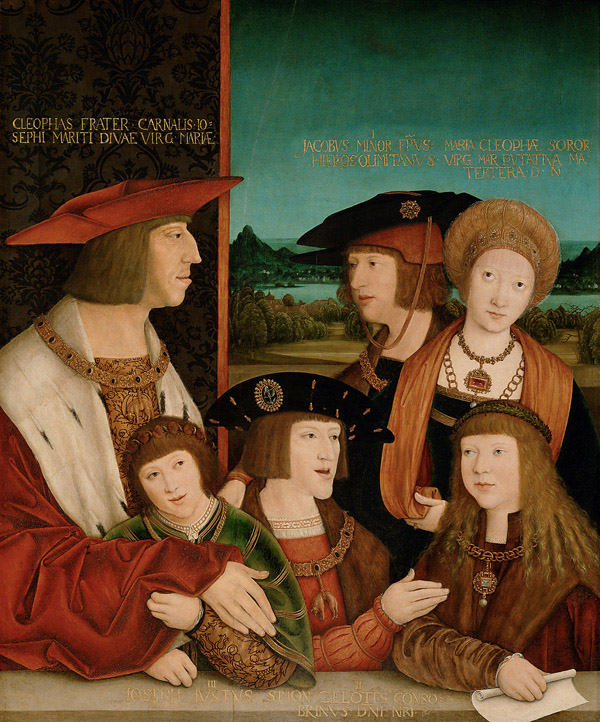
Retrato del entonces príncipe Carlos, el futuro emperador, con su familia paterna (por Bernhard Strigel, Viena, Kunsthistorisches Museum). Con los retratos aparecen inscripciones que los identifican como miembros de la familia de Jesús. Así, Maximiliano es Cleofás, hermano carnal de san José, y Carlos es «SIMON ZELOTES CON/SOBRINVS. DNI. NRI».

Antes de que cumpliera un año, Felipe nombró a Carlos duque de Luxemburgo y Caballero de la Orden borgoñona del Toisón de Oro. El 16 de noviembre de 1501, Felipe y Juana partieron hacia España para ser jurados en las Cortes como sucesores de los Reyes Católicos y dejaron a Carlos al cuidado de Margarita de York. Durante su paso por Francia, Felipe se reunió con el rey Luis XII y acordó el matrimonio entre la hija de este, Claudia, y Carlos, trato que se renovó con la firma del Tratado de Blois años después. Tras el regreso de Felipe a Flandes y debido a la avanzada edad de Margarita de York, dejó a Carlos al cuidado de la señora de Ravenstein, Ana de Borgoña; además nombró gentilhombre de la cámara de Carlos a su padrino, Carlos de Croy, y encomendó su educación a maestros borgoñones que le enseñarían la historia del ducado. Por su parte, allá en Castilla, Fernando el Católico, consciente de que Carlos podría ocupar algún día su trono, envió al humanista Luis a Flandes para que le enseñara castellano y las costumbres españolas, aunque cuando el príncipe llegó a España años después aún no dominaba esta lengua.
A principios de 1506 Felipe y Juana partieron de nuevo hacia España para reclamar la corona de Castilla tras la muerte de Isabel la Católica, pero el reinado conjunto duró poco, ya que Felipe murió de forma prematura en septiembre. Fernando, habiendo considerado que su hija era presa de la locura, mandó que la encerraran en el Palacio Real de Tordesillas y se constituyó en regente. Debido a la minoría de edad de Carlos, su abuelo Maximiliano I de Habsburgo asumió la regencia de los Países Bajos, aunque poco después le cedió el puesto a su hija Margarita de Austria, junto con la tutela de Carlos y sus hermanos. Toda la educación del joven príncipe se desarrolló en Flandes, específicamente en la ciudad de Malinas desde donde su tía Margarita de Austria, ejercía de regente y había sido encargada de su crianza hasta su mayoría de edad. En 1509 el emperador dispuso que Guillermo de Croy, señor de Chiévres, sustituyese a su primo Carlos de Croy como gentilhombre de cámara del príncipe y Adriano de Utrecht, deán de la Universidad de Lovaina y futuro papa Adriano VI, fue nombrado su maestro.
El 5 de enero de 1515, Guillermo de Croy consigue que el emperador declare la mayoría de edad de Carlos; acto seguido, los Estados Generales nombran Señor de los Países Bajos al joven príncipe, terminando aquí la regencia de su tía Margarita. Con todo, sin voluntad propia para gobernar, el joven soberano delegaría entonces el poder en el señor de Chièvres. Ese mismo año, el Cardenal Adriano de Utrecht viajó a Aragón para asegurar que Fernando el Católico no quitaría a Carlos la herencia de Castilla y Aragón en favor de su hermano Fernando I de Habsburgo, quien se había criado junto a él y era su nieto favorito. Si bien se comprometió a nombrar a Carlos como sucesor, los consejeros del rey tuvieron que convencerle poco antes de su muerte para que no designara a Fernando.

### Títulos
Don Carlos por la gracia de Dios Rey de Romanos Emperador Semper Augusto.
Dona Joana su madre y el mesmo Don Carlos por la mesma gracia Reyes de Castilla, de Leon, de Aragon, de las dos Sicilias, de Ierusalen, de Navarra, de Granada, de Toledo, de Valencia, de Galicia, de Mallorcas, de Sevilla, de Cerdeña, de Cordova, de Corcega, de Murcia, de Jaen, de los Algarbes, de Algezira, de Gibraltar, de las Islas de Canaria, de las Indias islas y tierra firme del Mar Oceano, Condes de Barcelona, señores de Vizcaya e de Molina, Duques de Atenas e de Neopatria, Condes de Ruysellon e de Cerdenia, Marques de Oristan e de Gorciano, Archiduques de Austria, Duques de Borgoña de Bravante, Condes de Flandes e de Tirol.
Pragmática o edicto del emperador contra los comuneros dada en Worms (diciembre de 1520).

### Rey de España

#### Sucesión de Fernando el Católico

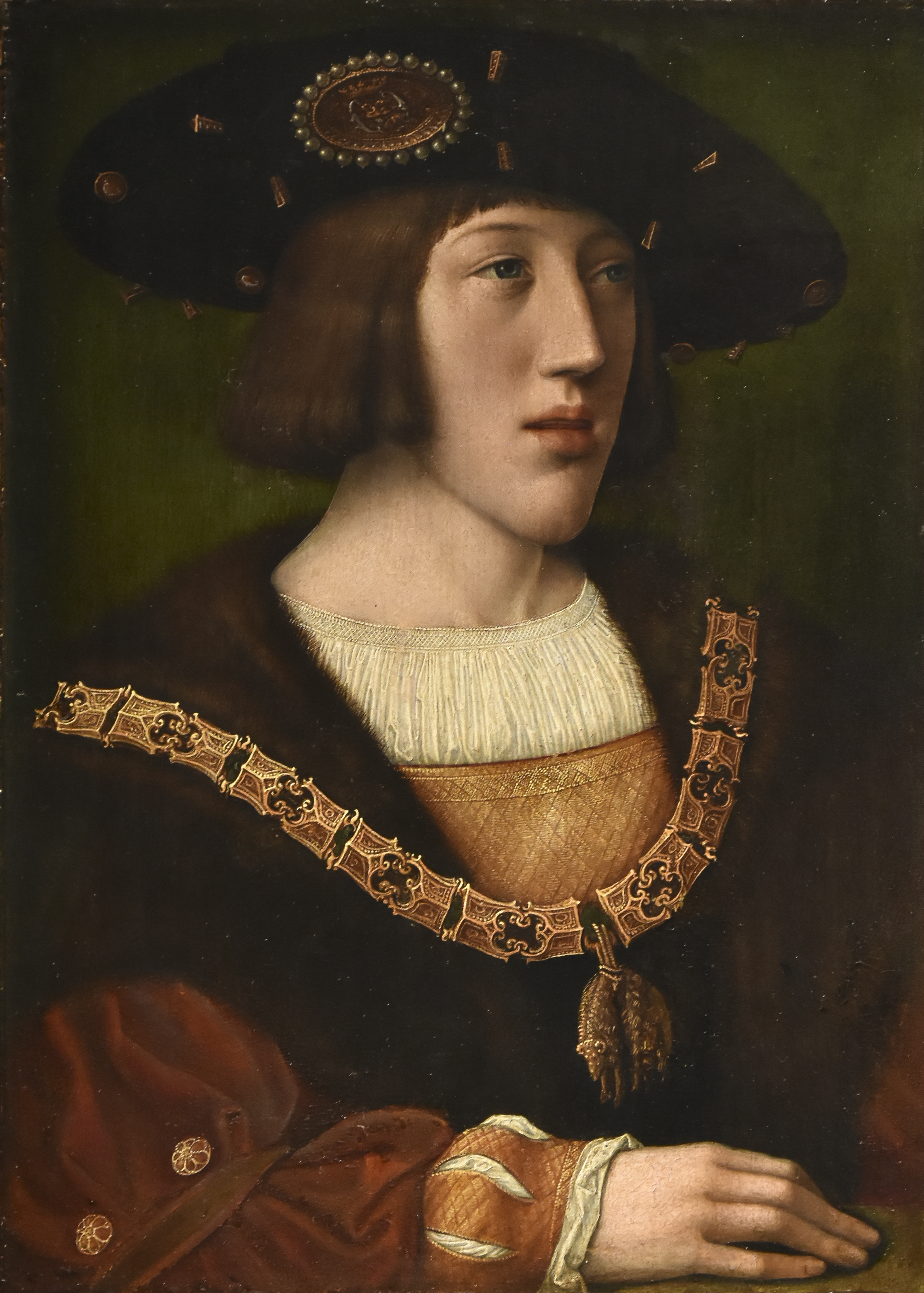
Retrato del joven Carlos I de España, posterior a 1515 por Bernard van Orley.

El 22 de enero de 1516, el abuelo del príncipe Carlos, Fernando II de Aragón, redactaba su último testamento. En él, lo nombraba gobernador y administrador de los Reinos de Castilla y de León, en nombre de la reina Juana I de Castilla incapacitada por su enfermedad. En lo concerniente a la Corona de Aragón, el rey Fernando dejaba todos sus estados a su hija Juana, nombrando, también en este caso, gobernador general a Carlos en nombre de su madre. Hasta que Carlos llegara, en Castilla gobernaría el cardenal Cisneros y en Aragón el arzobispo Alonso de Aragón.
El 23 de enero moría el rey Fernando en Madrigalejo (actual Extremadura). A partir de entonces, Carlos comenzó a pensar en tomar el título de rey, aconsejado por sus consejeros flamencos. Esta decisión no era bien vista en la península ibérica. El Consejo de Castilla le envió una carta el 4 de marzo en la que le pedía que respetase los títulos de su madre, ya que «aquello sería quitar el hijo al padre en vida el honor». Pero diez días después las honras fúnebres por el rey Fernando terminaron con gritos de:

Vivan los católicos reyes doña Juana y don Carlos su hijo. Vivo es el rey, vivo es el rey, vivo es el rey

El 21 de marzo, Carlos envió una carta a Castilla en la que informaba de su decisión de titularse Rey. Tras largas deliberaciones del Consejo, el 3 de abril el cardenal Cisneros comunicó al reino la decisión de Carlos. El 13 del mismo mes se informó de la nueva intitulación real:

Doña Juana y don Carlos su hijo, reina y rey de Castilla, de León, de Aragón, de las Dos Sicilias, de Jerusalén, de Navarra, de Granada, de Toledo, de Valencia, de Galicia, de Mallorca, de Sevilla, de Cerdeña, de Córdoba, de Córcega, de Murcia, de Jaén, de los Algarves, de Algeciras, de Gibraltar, de las islas de Canaria, de las Islas, Indias y Tierra Firme del mar Océano, condes de Barcelona, señores de Vizcaya y de Molina, duques de Atenas y Neopatria, condes de Ruisellón y de Cerdaña, marqueses de Oristán y de Gociano, archiduques de Austria, duques de Borgoña y de Brabante, condes de Flandes, de Tirol, etc.

En mayo, los tres estamentos del Reino de Navarra, reunidos a petición del virrey Antonio Manrique de Lara, juraron fidelidad a Carlos como su rey y señor natural.
Mientras tanto, en la Corona de Aragón la situación era caótica. El Justicia de Aragón impedía gobernar al arzobispo Alonso de Aragón alegando que, según las leyes aragonesas, el cargo de gobernador solo podía ser ejercido por el heredero al Trono. La Audiencia Real de Aragón dio la razón a la Justicia, pero sentenció que el arzobispo podía gobernar en calidad de curador de la reina Juana. Pero el Justicia tampoco lo permitió entonces, alegando que Juana ya no era la heredera, ya que cuando se la juró como tal, se incluyó que si el rey tenía un hijo varón, este pasaría a convertirse en el heredero. Y, por tanto, como en 1509 Fernando había tenido un hijo con Germana de Foix, el juramento de Juana quedaba anulado (a pesar de que el niño había muerto a las pocas horas). El 13 de mayo, Carlos reconoció los poderes del arzobispo como curador de la reina Juana, pero, aun así, se rechazó prestarle juramento. Por otro lado, la Diputación del Reino de Aragón reconoció a Juana como heredera de la Corona, pero como por su enfermedad no podía reinar, debía ser apartada del gobierno para que reinara su hijo. A todo ello se añadía el que ninguna institución de la Corona de Aragón le reconocía a Carlos el título de Rey hasta que no jurara los fueros y libertades de los Reinos.

Territorios controlados en Europa por Carlos I de España en 1519. Debido a la concentración de títulos en su poder, Francia pasa a estar en una posición geopolítica complicada.
Castilla
Aragón
Posesiones borgoñonas
Herencias de territorios austríacos
Sacro Imperio Romano

En el reino de Nápoles, el virrey Ramón de Cardona recibió la noticia del fallecimiento del rey Fernando a través del arzobispo de Zaragoza, fue confirmado como virrey por el príncipe Carlos desde Bruselas, el 11 de febrero, e hizo proclamar a Juana y al príncipe Carlos como reyes el 20 de febrero. En cuanto al reino de Sicilia, ante la muerte de Fernando el Católico, el virrey de Sicilia, Hugo de Moncada, disolvió un Parlamento hostil a un nuevo donativo para mantenerse en el puesto hasta la confirmación del nuevo rey Carlos, pero una parte importante se negó a disolverse, no reconociendo a Carlos como el sucesor de Fernando, sino a su madre Juana. El 5 de marzo, tras celebrarse la exequias del monarca difunto, se produjo la sublevación. Consideraron que una vez muerto el rey, el virrey cesaba automáticamente, alzaron pendones por la reina Juana y constituyeron una regencia. Un nuevo Parlamento encargó la regencia del reino al marqués de Geraci, Simone Ventimiglia, y al marqués de Licodia, Matteo Santapau, y solo la ciudad de Mesina se mantuvo fiel al virrey y al rey Carlos.
Ante esta situación el virrey de Nápoles, Ramón de Cardona, intervino obteniendo un acuerdo entre las partes para que fueran a viajar a la corte de Carlos, mientras el gobierno de Sicilia quedaba a cargo de Diego del Águila. Finalmente el nuevo virrey designado fue Ettore Pignatelli, conde de Monteleone. Sin embargo, la posición de la Corona estaba debilitada, y en julio de 1517, una conjura que pretendía cambiar la situación política del reino fracasó al no llevarse a cabo el asesinato del virrey, lo cual produjo una revuelta más amplia conocida como la rebelión de Squarcialuppo para reclamar orden y justicia. Por último, la situación fue encauzada, y en el Parlamento de 1518, Carlos fue reconocido como rey de Sicilia. Respecto al reino de Cerdeña, una reunión extraordinaria de los estamentos reconoció a los nuevos soberanos Carlos y Juana, y en junio de 1518 una delegación del estamento real en las Cortes de Zaragoza juró fidelidad al nuevo monarca, aunque no se puede constatar si junto a ellos estuvieron representantes de los otros dos estamentos. En octubre el rey concedió poderes a su virrey en Cerdeña, Ángel de Vilanova, para convocar el Parlamento y recoger el juramento de fidelidad y formalizar así el acto parcialmente formulado en Zaragoza.
En los Países Bajos, el 19 de febrero de 1516, ante la muerte de Fernando el Católico, Guillermo de Croy, señor de Chièvres, solicitó 400 000 florines de oro para el futuro viaje a España, lo que fue aprobado por los Estados Generales de los Países Bajos, pero a cambio Carlos debía dejar el territorio pacificado. De este modo acordó el Tratado de Noyón con Francisco I de Francia, y dado que la adquisición de los derechos sobre Frisia dejó un frente abierto con Carlos de Egmond, duque de Güeldres, fue acordado un tratado de paz el 17 de septiembre de 1517. En junio de 1517, Carlos informó a los Estados Generales reunidos en Gante, que el gobierno en su ausencia estaría a cargo de un Consejo Privado presidido por su tía la archiduquesa Margarita de Austria y su abuelo el emperador Maximiliano como supervisor del mismo en caso de que la comunicación con España no pudiera llevarse a cabo. Y en julio nombró a Filiberto de Chalôns como Gobernador y Lugarteniente General en los condados de Borgoña y de Charolais.
Carlos aseguró su posición como rey gracias al reconocimiento como rey por parte del papa León X en la bula Pacificus et aeternum de 1 de abril de 1517, y el 8 de septiembre de 1517, Carlos partió con su escuadra desde Flesinga, a las cinco de la mañana, rumbo a Santander. Pero una fuerte tormenta desvió el rumbo de las naves, y en la madrugada del 19 de septiembre de 1517, sábado, los cuarenta barcos que integraban la escuadra se encontraron ante la costa de Villaviciosa. Cuando se descubrió el error en el rumbo, Carlos y sus consejeros deliberaron sobre si continuar el viaje por mar o desembarcar allí mismo. La inseguridad de la vía marítima, «por la mutabilidad del viento, que lo mismo se puede cambiar en malo que en bueno», inclinó la decisión hacia el desembarco, según relata Laurent Vital, el cronista flamenco que viajaba con el rey. Desembarcaron finalmente en el puerto asturiano de Tazones. La siguiente etapa del viaje fue en Tordesillas, donde visitó el 4 de noviembre de 1517 y muy brevemente a su madre, la reina Juana la Loca, allí recluida, en donde Chièvres obtuvo de la reina Juana el acta por el que reconocía a su hijo Carlos que gobernara en su nombre, por lo que de este modo se daba la apariencia de legitimidad a la toma del poder por Carlos. Ya en Valladolid, recibió la noticia del fallecimiento del cardenal Cisneros, lo que le dejaba completamente allanado el gobierno de Castilla.
El 9 de febrero de 1518, las Cortes de Castilla, reunidas en Valladolid, juraron como rey a Carlos junto con su madre Juana y le concedieron 600 000 ducados. Además, las Cortes hicieron una serie de peticiones al rey, entre ellas:
- Aprender a hablar castellano.
- El cese de nombramientos a extranjeros.
- La prohibición de la salida de metales preciosos y caballos de Castilla.
- Trato más respetuoso a su madre Juana, recluida en Tordesillas.

Escudo del rey Carlos I de España antes de convertirse en emperador del Sacro Imperio Romano Germánico.

En Aragón la situación seguía siendo complicada. Carlos llegó a Zaragoza el 9 de mayo. Las sesiones de las Cortes de Aragón comenzaron el 20 de mayo y tras largas discusiones, el 29 de julio Carlos era jurado como Rey de Aragón. Juana era reconocida como Reina, pero por su incapacidad para gobernar, sus títulos quedaban solo como "nominales". Además le fueron entregadas 200 000 libras.
El 15 de febrero de 1519, Carlos entraba en Barcelona, convocando a las Cortes catalanas el día siguiente. Tras un discurso muy parecido al que dio en Aragón, y las correspondientes deliberaciones, Carlos fue jurado junto a Juana el 16 de abril. La cuestión del dinero que debían aportar las Cortes se alargó hasta principios de enero de 1520, cuando finalmente le otorgaron 300 000 libras.
Mientras, el emperador Maximiliano I moría el 12 de enero de 1519. El 28 de junio, Carlos era elegido en Fráncfort del Meno como rey de romanos, lo que le convertía en el nuevo soberano del Sacro Imperio Romano Germánico, y por ello decidió suspender el viaje hacia Valencia para ir a Alemania, convocando previamente Cortes castellanas en Santiago de Compostela para el 20 de marzo de 1520. De esta manera, Carlos envió a Adriano de Utrecht para que a través de él le juraran como rey y pudiera convocar Cortes en Valencia, pese a la ilegalidad, lo que provocó malestar entre los estamentos privilegiados; sin embargo, debido a la querellas entre el brazo nobiliario (militar) y eclesiástico contra las Germanías, las Cortes no llegaron a celebrarse, y ante los disturbios, el rey envió un documento el 30 de abril de 1520 ofreciéndose guardar sus fueros y privilegios. Finalmente, el rey cumplió la legalidad foral y antes de ir a las Cortes Generales de Monzón, convocadas el 1 de junio de 1528, pasó por Valencia y juró sus fueros el 16 de mayo de dicho año.
Tras este largo proceso que duró cuatro años (sin contar la jura en Valencia), Carlos se convertía en el primer monarca en ostentar las coronas de Castilla, Aragón y Navarra.

#### Conflictos en Castilla: las Comunidades (1520-1521)
La llegada de Carlos a Castilla supuso la llegada de un joven inexperto que desconocía las costumbres e idioma de su reino, dado lo cual depositó su confianza en sus colaboradores borgoñones que le habían acompañado desde los Países Bajos, a los que les procuró altas dignidades y acceso a rentas y riquezas. Esto molestó a los castellanos y así se lo hicieron saber en las Cortes de Valladolid de 1518, lo cual fue ignorado por el rey. Inmediatamente pasó el rey a Aragón. A la larga, esto molestó a los castellanos, ya que en Castilla había permanecido bastante menos tiempo, así que cuando conoció en Barcelona que había sido elegido Rey de Romanos, convocó Cortes de Santiago y La Coruña para conseguir subsidios para sufragar sus gastos en el extranjero. Las ciudades se opusieron, puesto que no entendían la preferencia de los intereses en Alemania frente a los castellanos y requerían su presencia en el reino. Finalmente el servicio se aceptó y Carlos embarcó para Alemania, nombrando como regente al cardenal Adriano de Utrecht.
El malestar se fue extendiendo por Castilla, y el incendio de Medina del Campo extendió el foco de la rebelión comunera por Castilla. Las revueltas antiseñoriales provocaron que la nobleza apoyara al emperador, y el movimiento fue perdiendo aceptación en las ciudades. Finalmente los comuneros, al mando de Padilla, Bravo y Maldonado, fueron vencidos en la batalla de Villalar, y el rey a su vuelta realizó cambios organizativos en el reino que se manifestaron sobre todo tras las Cortes de Valladolid de 1523. Pese a su victoria, el movimiento comunero aún perduró en algunos núcleos poblacionales, con mayor o menor fortuna. La ciudad de Toledo abanderó toda esa resistencia en la figura de María Pacheco.

#### Conflictos en Aragón: las Germanías (1520-1523)
En los territorios del Reino de Valencia y de Mallorca se produjo el movimiento de las Germanías. Los artesanos de Valencia poseían el privilegio del reinado de Fernando el Católico para formar unas milicias en caso de necesidad de lucha contra las flotas berberiscas. En 1519 Carlos I permitió la formación de esas milicias y se pusieron al mando de Joan Llorenç.
En 1520 cuando se produjo una epidemia de peste en Valencia y los nobles abandonaron la zona, la milicias se hicieron con el poder y desobedecieron la orden de Adriano de Utrecht de su inmediata disolución. En pocos días el movimiento llegó a las islas Baleares en donde duró hasta 1523. Después de la derrota de los comuneros, el ejército acabó con el conflicto de las Germanías.

#### La guerra de Navarra

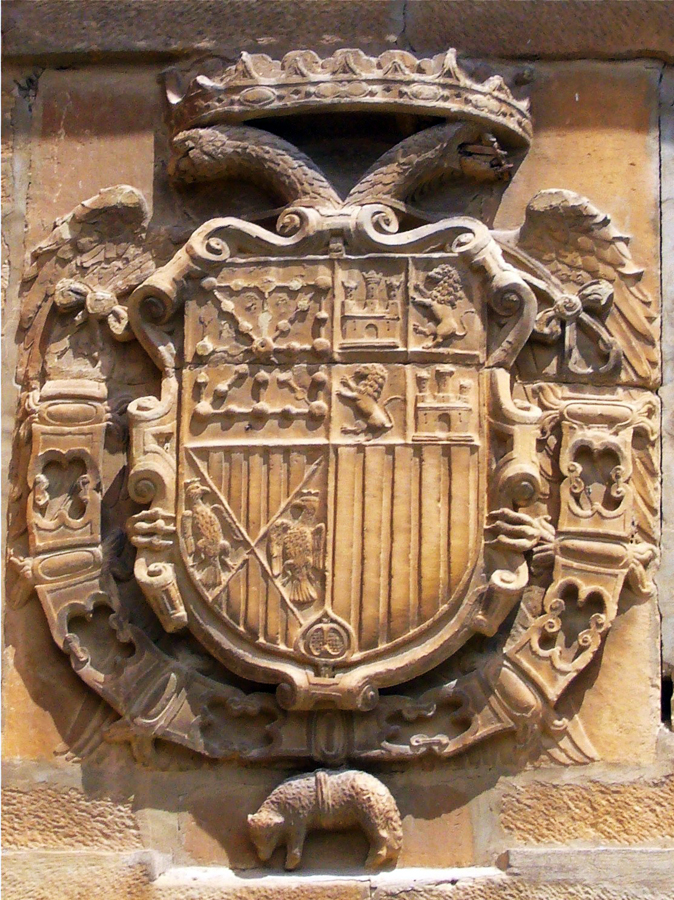
Escudo de Carlos I de España en la muralla de Viana con las armas de Navarra en lugar preferente en el blasón.

Aprovechando la Guerra de las Comunidades de Castilla con una parcial desmilitarización del Reino de Navarra se produjo la tercera contraofensiva de los navarros para recuperar el reino en 1521. En esta ocasión, Enrique II de Navarra con apoyo del rey francés Francisco I, consiguió la recuperación en poco tiempo. Sin embargo, la población humilde permaneció casi enteramente pasiva, sin mostrarse leal a Carlos I, pero sin mostrar apoyo a los legitimistas. En cuanto a la aristocracia, muchos habían alentado los levantamientos que habían facilitado la operación, pero los demás habían jurado lealtad a Carlos I. Por lo tanto los legitimistas navarros dependían casi totalmente del apoyo militar y económico francés, lo que les dejaba en una situación estratégica muy frágil. En breve plazo los errores estratégicos del general francés André de Foix y la recomposición rápida del ejército español llevaron al desastre militar en la batalla de Noáin.
Al carecer los legitimistas de apoyos sólidos entre el pueblo llano o las élites, la reconquista española de casi toda Navarra fue muy rápida. Únicamente se mantuvieron focos de resistencia en comarcas fronterizas como la zona del Baztán-Bidasoa produciéndose históricos enfrentamientos y asedios como en el castillo de Maya, en la batalla del monte Aldabe o en el asedio de la fortaleza de Fuenterrabía. Finalmente la vía diplomática, concediendo una amplia amnistía, y la renuncia de la Baja Navarra, que no llegó a controlar militarmente, llevó a conseguir el control de la Alta Navarra por el Emperador. Sin embargo, a largo plazo el factor decisivo fue que los reyes de Francia renunciaron a respaldar el legitimismo navarro como arma contra España.

#### La organización de la Monarquía Hispánica
Con el regreso del rey Carlos I a Castilla en septiembre de 1522, se emprendieron una serie de reformas para integrar a las élites sociales en el gobierno y administración de la Monarquía, que serían completadas por su hijo el rey Felipe II constituyendo el sistema polisinodial de Consejos. La estructura del régimen polisinodial de los Consejos puede hallarse en el Curia Regis que en 1385 se constituyó en el Consejo Real, o Consejo de Castilla, con los cometidos de asesoramiento al rey, tramitación de asuntos administrativos ordinarios y ejercicio de justicia. Debido al incremento y diversidad de asuntos a tratar, en tiempos de los Reyes Católicos se había dividido el Consejo en secciones que se convertirían en Consejos independientes, en 1494 se instituyó el Consejo de Aragón, en 1483 el Consejo de la Inquisición, en 1498 el Consejo de Órdenes, y en 1509 el Consejo de Cruzada, pero sería Carlos I quien dio el impulso al sistema de Consejos.

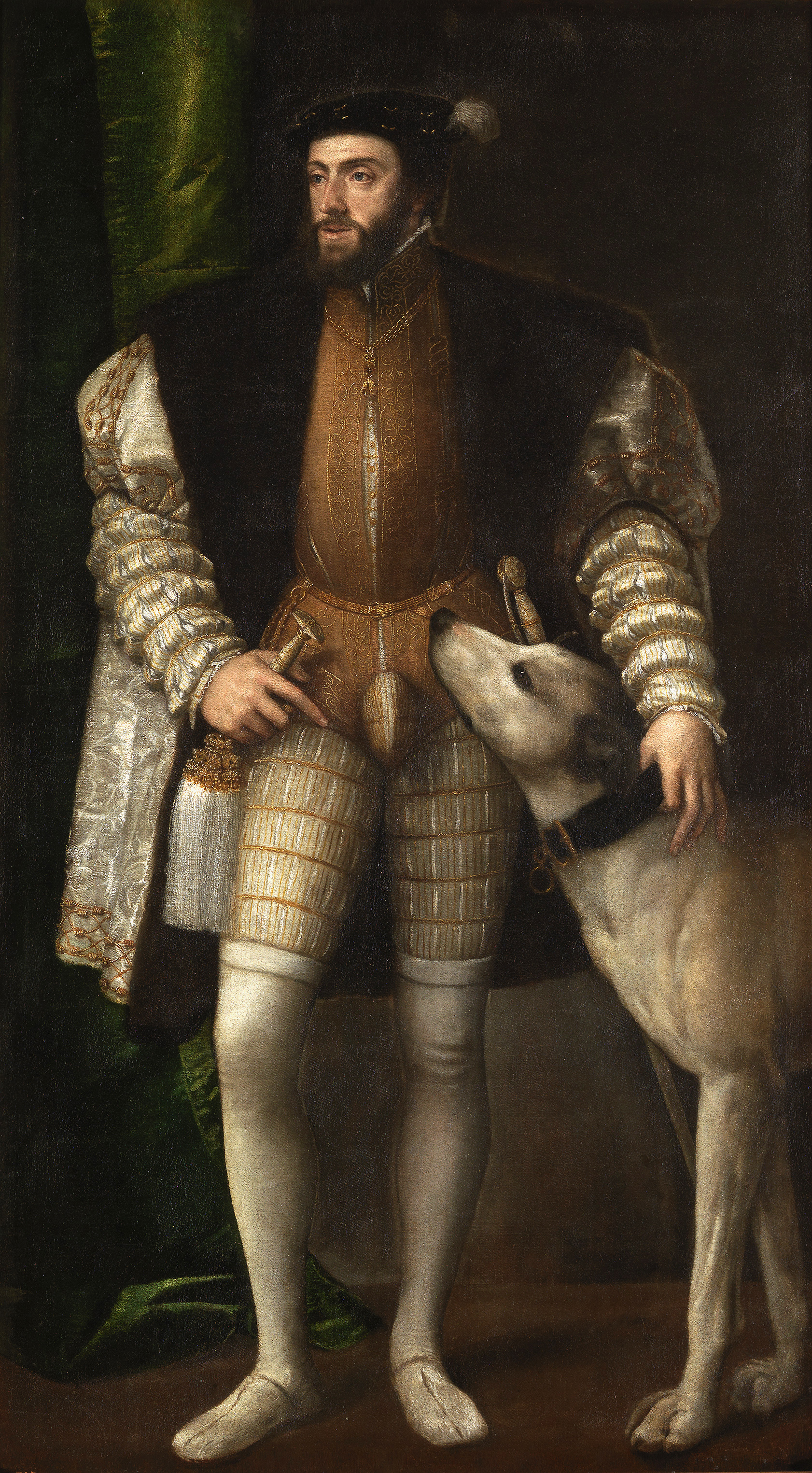
Carlos I de España retratado por Tiziano, 1532-1533.

Una vez sometido el levantamiento armado de los comuneros y asegurada la supremacía del poder real, el gran canciller Gattinara propuso a Carlos I un Consejo Secreto de Estado que tendría la supremacía sobre los demás Consejos y sería el eje regulador y supervisor de la política global, en el que él mismo sería el presidente; para tal objetivo emprendió en 1522 la racionalización de la administración española con la reforma de los Consejos existentes y la creación del Consejo de Hacienda en 1523, pero el rey no quiso depender de un solo ministro y tal proyecto de centralizar en un solo Consejo fue desestimado, por lo que la influencia del Gran Canciller, que a fin de cuentas era un cargo de origen borgoñón, se fue eclipsando frente a Francisco de los Cobos, y en consecuencia se mostró crítico por la planificación administrativa colegiada y fraccionada que fue llevada a cabo en esos años de 1523-1529. En 1524 se constituyó el Consejo de Indias y en 1526, el Consejo de Estado, no como lo había ideado Gattinara, sino como un consejo privado del monarca, de ahí que no tuviera presidente ni residencia fija en época de Carlos. Los demás consejos se establecieron en Valladolid, que se convirtió en la capital administrativa hasta 1561.
Los Consejos estaban compuestos por personas escogidas personalmente por el rey (cumpliéndose una serie de reglas no escritas a la hora de escogerlos) que, bajo la presidencia del mismo rey o de algún representante suyo (la mayoría de las veces) discutían sobre algún tema. El rey siempre tenía la última palabra, pero no es imposible comprender el poder que acumulaban: primero, porque el Consejo era el lugar donde el rey pulsaba las posiciones de diversas facciones nobiliarias, eclesiásticas o cortesanas. Segundo, porque en épocas en las que el monarca no estaba capacitado (enfermedad, guerra, etc.), ellos eran los verdaderos gobernantes en su área de acción. Tercero, porque, en aquella época, el poder legislativo, ejecutivo o judicial no estaban estrictamente separados, por lo que los Consejos se convirtieron en una especie de Tribunales de Apelación; cuarto, porque, ciertos Consejos tenían unidas tareas mundanales y espirituales, por lo que solían tener las llaves del prestigio social (Consejo de Órdenes, por nombrar el caso más claro), de importantes ingresos económicos (Consejo de Cruzadas) o de clave política (Consejo de la Inquisición).
En este orden destaca la importante labor de los secretarios. Al margen de la Cancillería, que desapareció con el fallecimiento de Gattinara en 1530, el rey despachaba con sus secretarios, que de ordinario ocupaban las secretarías en los Consejos, puesto que al fin y al cabo, los secretarios eran los encargados de trasladar al Rey las deliberaciones de los Consejos y de trasladar a los miembros del Consejo las decisiones y resoluciones del Rey, lo que evitó una parálisis en el gobierno, permitiendo que funcionara el sistema. No obstante, su poder iba más allá de esto, pues se convirtieron en los verdaderos gestores de la voluntad Real: de sus transcripciones dependía la exactitud con que el monarca percibía las declaraciones de los miembros de los Consejos, aceleraban o retrasaban la entrega de las deliberaciones al monarca, controlaban la correspondencia ordinaria y tomaban las decisiones preparando los documentos para la firma y traficaban con la información privilegiada que tenían y con su capacidad de acceso al monarca.

#### Su reinado en América

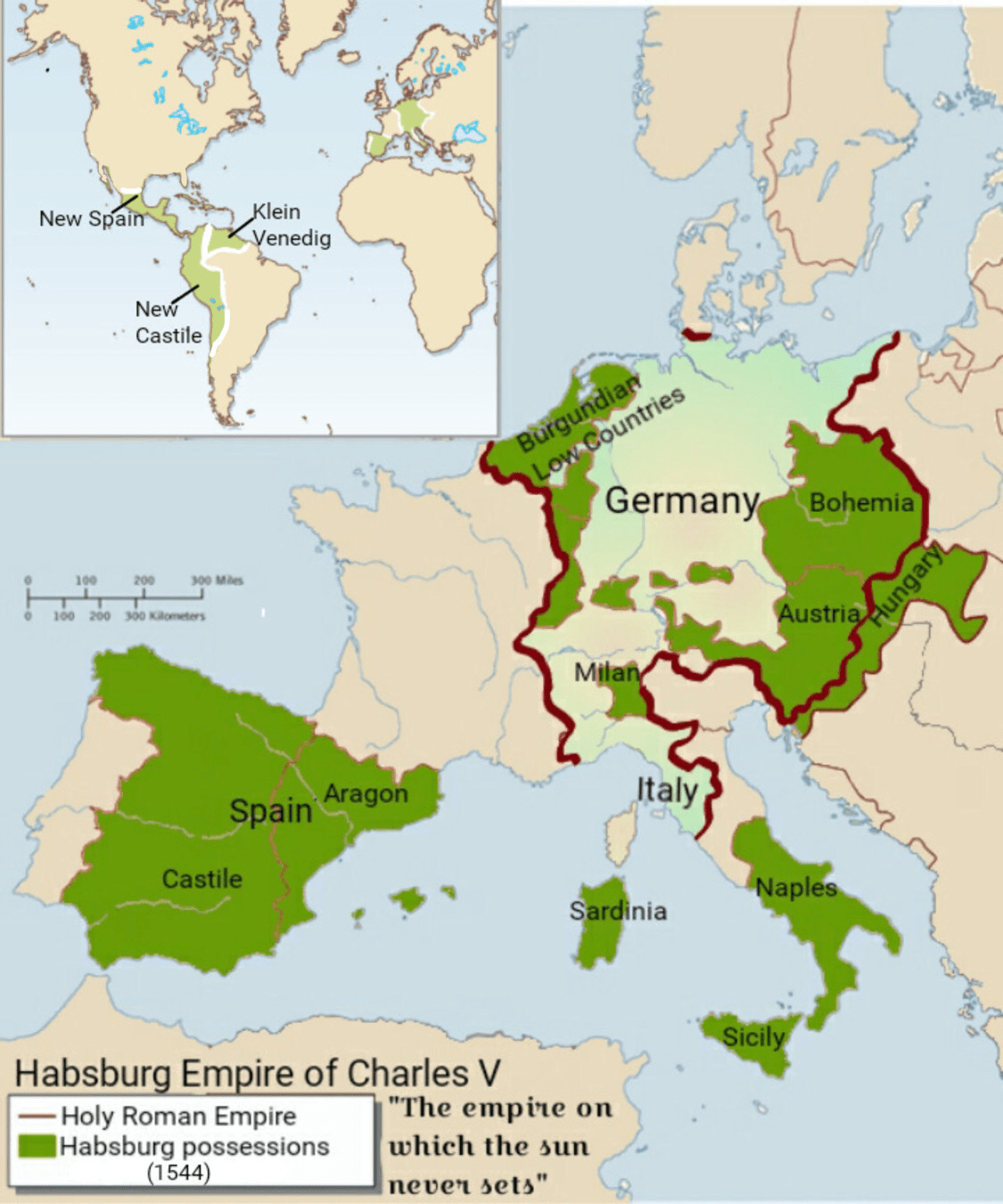
Mapa del Imperium (dominio en latín) de Carlos I de España y V del Sacro Imperio.

Durante el reinado de Carlos I, la corona de Castilla expandió sus territorios sobre gran parte de América: 
- Hernán Cortés conquistó el Imperio mexica, en 1521, que daría lugar al Reino de Nueva España
- Nuño de Guzmán conquistó el Imperio tarasco y los señoríos que formarían el Reino de Nueva Galicia, a mediados del XVI
- Francisco de Montejo iniciaría el largo proceso de conquista de los mayas de la península de Yucatán, en el siglo XVI
- Pedro de Alvarado conquistó a los territorios centroamericanos que darían lugar al Reino de Guatemala,
- Francisco Pizarro conquistó el Imperio incaico que daría lugar al Virreinato del Perú
- Gonzalo Jiménez de Quesada conquistó a los Muiscas y su confederación, en la actual Colombia, fundando el Nuevo Reino de Granada.
- Los capitanes españoles Sebastián de Benalcázar y Francisco de Orellana, partieron del Reino de Quito en busca del mítico El Dorado. Benalcázar fundó en 1534 la ciudad de San Francisco de Quito mientras que Orellana, tras fundar Guayaquil, se internó en la Amazonía y descubrió el río Amazonas.
- Juan Sebastián Elcano dio la primera vuelta al mundo en 1522, terminando el viaje que comenzó Fernando de Magallanes y sentando las primeras bases de la soberanía española en los archipiélagos de las Filipinas y las Marianas.

Mediante la Capitulación de Madrid de 1528, el rey Carlos arrendó temporalmente la provincia de Venezuela a la familia alemana Welser de Augsburgo, lo que dio paso a la creación del Klein-Venedig, una de las gobernaciones alemanas en América.
El 24 de agosto de 1534, Diego García de Moguer, viaja en una segunda expedición hacia el Río de la Plata, con la carabela Concepción, pasa por la isla de Santiago de Cabo Verde, luego al Brasil, donde desciende el estuario de los ríos Uruguay y Paraná y funda el primer asentamiento de la ciudad de Santa María del Buen Aire. Posteriormente Pedro de Mendoza concretó la fundación de Buenos Aires en la margen derecha del Río de la Plata, siendo exterminados por los indígenas. Poco tiempo después Juan de Salazar y Gonzalo de Mendoza fundaban Asunción que se convertiría en el centro motor de la conquista de la cuenca rioplatense y Pedro de Valdivia fundaba Santiago de Chile. Todo esto contribuyó a sentar el primer imperio global de la historia universal bajo el reinado de su sucesor, Felipe II, donde se decía que «no se ponía el sol».
La mayoría de expediciones fueron empresas privadas, realizadas con el permiso de Carlos V, pero declarando siempre la soberanía de la Corona española sobre todos los territorios conquistados, si bien estos se consideraron desde 1492 parte de la Corona de Castilla, al haber impulsado ese reino las primeras expediciones de exploración y conquista de las Indias y la Tierra Firme, término que engloba a las islas del Caribe y a toda América.
Tras las conquista de los territorios de los actuales México y Perú, que trajeron grandes civilizaciones indígenas bajo el dominio español, se presentó en Carlos un deber sobre cómo lidiar la administración de estas tierras, empezando así la creación de estructuras de gobierno e instituciones en las Américas, desarrollándose el Derecho indiano. Carlos desde antes había comenzado a crear consejos en España para supervisar aspectos de sus reinos, primero reorganizando el ya existente Consejo de Castilla (establecido por los Reyes Católicos). Posteriormente, al ser consciente de la importancia de las Américas, fundó el Consejo de Indias en 1524 para hacer frente a las complejidades de las posesiones de ultramar del Reino de Castilla. A diferencia de sus posesiones europeas, las cuales no estaban consolidadas geográficamente a falta de contigüidad, pero que, sin embargo, estaban relativamente cerca unas de otras, gobernar las Américas tenía que tener en cuenta el Océano Atlántico. Antes de la creación de los virreinatos, estableció una Real audiencia para administrar la justicia; así como formalizó la conversión de las poblaciones indígenas al catolicismo, la llamada "conquista espiritual", mediante el envío de frailes franciscanos, dominicos y agustinos a partir de mediados de la década de 1520. Con el descubrimiento de grandes yacimientos de plata en el norte de México en la década de 1540 y en 1545 en Perú en Potosí, los asesores de Carlos instaron a la regulación de la minería y aseguraron que los lingotes fueran dirigidos a las arcas de la corona, incluso permitiendo a los indios la potestad de poseer minas y explotarlas. Las soluciones administrativas ad hoc del período temprano de la conquista dieron paso al establecimiento por parte de Carlos del Virreinato de Nueva España en la Ciudad de México (1535), la capital española fundada sobre las ruinas de la capital azteca de Tenochtitlán. Después de la conquista española del Imperio Inca en la década de 1530, Carlos estableció el Virreinato del Perú en la recién fundada capital española de Lima (1544). 
Cuando se hizo evidente que era importante establecer el control real, Carlos buscó socavar el poder creciente de una elite de conquistadores, sobre todo a los Encomenderos a los que se les otorgaron concesiones personales de mano de obra indígena a perpetuidad (Encomienda), mediante la promulgación de las Nuevas Leyes de 1542, que puso fin a los derechos de los titulares de las concesiones en perpetuidad. Sin embargo, en Perú, resultó en una gran rebelión española contra la corona (Guerra de los Encomenderos) cuando el recién nombrado virrey, Blasco Núñez Vela, intentó implementar la medida. En México, el Virrey don Antonio de Mendoza prudentemente no lo hizo al principio. En Perú, el nuevo virrey fue asesinado. Esto se debió a que para muchos colonos españoles, las Nuevas Leyes parecían una declaración de guerra, y su reacción hostil fue rápida y abrumadora, incluso generándose propuestas de independencia para crear Reinos americanos independientes de la autoridad de España y controlados por los militares españoles en rebelión. El violento levantamiento requirió una gran respuesta militar, organizada por Pedro de la Gasca, a quien Carlos concedió amplios poderes para restablecer la autoridad real. La rebelión en Perú coincidió con una en Alemania contra los Protestantes. En las Américas, Carlos se vio obligado a moderar la orden inicial que puso fin a la herencia de la encomienda, permitiendo que las donaciones se transmitieran a una generación más, pero se negó a ceder en la cuestión de permitir la esclavitud de los indígenas por parte de los españoles. Sobre los rebeldes españoles que apoyaron la causa de Gonzalo Pizarro (que podría haber establecido un reino de Perú, con él mismo como gobernante). Carlos apoyó plenamente la decapitación de Pizarro y la ejecución y confiscación de propiedades de sus partidarios. Esto fue similar al tratamiento de los comuneros rebeldes a principios de su gobierno ibérico. La ejecución de Pizarro marca el final de la rebelión española contra la corona.
Estas grandes expansiones territoriales convencieron a la idea imperial de Carlos sobre su misión divina para convertirse en el líder global de la cristiandad, en tanto que aún percibía como una importante amenaza al Islam y el Imperio otomano en particular como soberanos del otro hemisferio.
En cuanto a la cuestión del tratamiento de las poblaciones indígenas, aquello había ocupado constantemente los pensamientos de los abuelos maternos de Carlos, y cuando las poblaciones indígenas del Caribe fueron diezmadas por enfermedades y exceso de trabajo, comenzó el transbordo de esclavos africanos para reemplazar la mano de obra. El 28 de agosto de 1518, Charles emitió una carta que autorizaba el transporte de esclavos Negros directamente desde África a las Américas. Hasta ese momento (al menos desde 1510), los esclavos africanos solían ser transportados a Castilla o Portugal y luego habían sido transbordados al Caribe. La decisión de Carlos de crear un comercio de esclavos directo y económicamente más viable de África a América cambió fundamentalmente la naturaleza y la escala del comercio transatlántico de esclavos. La protección de las poblaciones indígenas contra la explotación de los españoles fue la motivación clave detrás de la emisión de las Leyes Nuevas de 1542 por parte de Carlos.

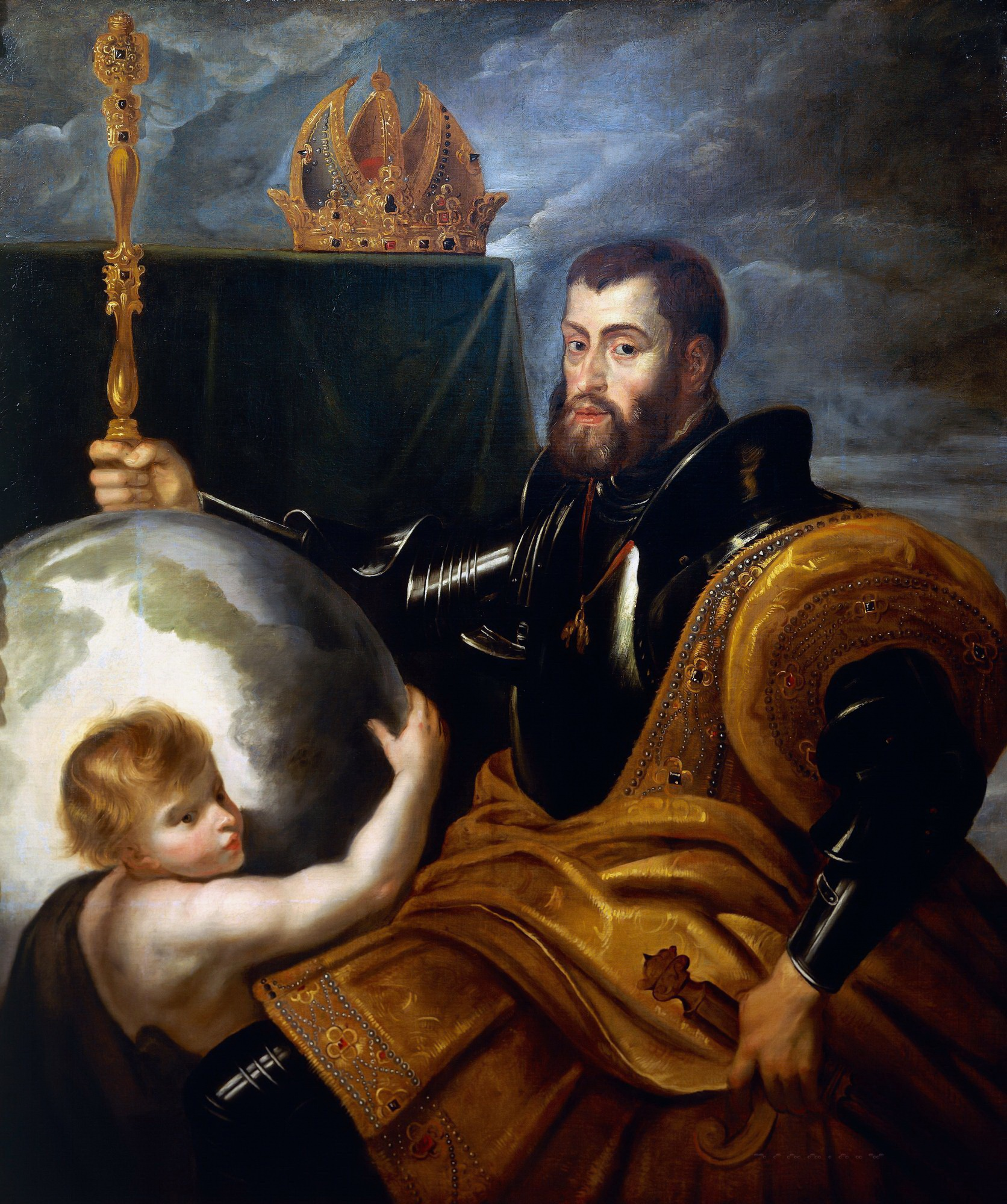
Alegoría del emperador Carlos V como "gobernante del mundo" (pintura de Peter Paul Rubens, 1604).

Durante el 3 de julio de 1549, Carlos I ordenó al Consejo de Indias detener todas las conquistas hasta tener la certeza de que España estaba actuando conforme a la recta moral, por lo que se suspendió la penetración en el continente americano hasta 1556. Esto se debió a que surgieron cuestiones filosóficas, sobre todo de parte de los juristas católicos y filósofos escolásticos, sobre si la Monarquía Hispánica poseía el derecho moral para conquistar legalmente las Indias. Ya desde el año 1542 se estaba desarrollando una crisis moral en el gobierno por causa de la colonización española en América, en tanto que la Corona de Castilla estuvo abrumada por las constantes denuncias de abusos que estaba recibiendo, sobre todo de parte de las conquistas en el Perú y las que se daban en el Nuevo Reino de Granada, lo que provocaría angustias en personas de todos los Estamentos, así sean prelados como caballeros de la Nobleza española. Así, Carlos I, influido por las reflexiones de Francisco de Vitoria y la Escuela de Salamanca, junto a la presión de los misioneros como Bartolomé de las Casas, quiso tener la seguridad de que su poder era irreprochable. Por lo que se ordenó parar todas las empresas militares en los dominios de ultramar hasta que una junta de sabios dictaminara sobre la forma más justa de llevarlas a cabo, considerándose seriamente el abandono total o parcial del Nuevo Mundo hasta que se resolviera la duda imperial al respecto de como evitarse en el futuro la posibilidad de descubrimientos abusivos, conquistas avasalladoras y colonizaciones depredadoras que se basaran en la explotación opresiva de la mano de obra indígena. Finalmente, esto se realizó en la Junta de Valladolid, del cual surgirían concepciones sobre los Derechos humanos de los indios acorde al Derecho natural Tomista, siendo la Monarquía Hispánica una pionera, tanto en la teoría y en la praxis, sobre como abordar el respeto hacia el conquistado. Teólogos y juristas de todas las partes del imperio empezaron a llegar a la capital, presentándose las mejores almas de España, como Domingo de Soto, Bartolomé de Carranza, Melchor Cano, y también Pedro de la Gasca (el primer pacificador del Perú tras las Guerras civiles entre los conquistadores del Perú) junto a los jurisconsultos del Consejo de Indias. Bartolomé de las Casas defendería que las guerras de conquista eran injustas, mientras que Juan Ginés de Sepúlveda defendería lo contrario. El tribunal tras largos debates, votó y empató, por lo que no hubo sentencia oficial, pero sí varios informes vinculantes en los que el fin era que se asegurara que el trato que se confería a los nativos era correcto. Fue la primera vez que los reyes y los teólogos se plantearon que los hombres tienen derechos fundamentales por el mero hecho de ser hombres (Ius gentium), derechos de la Ley eterna que son anteriores a cualquier ley positiva escrita en los tratados. Nunca antes un pueblo europeo se había preguntado con tal profundidad dónde acaban los derechos propios, los derechos del vencedor, y dónde empiezan los derechos ajenos, los del vencido. Nunca el poder se había sometido de tal manera a la filosofía moral.
Finalmente, España no abandonó las Indias, en gran medida basándose en los dichos de Vitoria: “Después de que se han convertido allí muchos bárbaros, ni sería conveniente ni lícito al príncipe abandonar la administración de aquellas provincias”. Por lo tanto, se mantuvo el dominio español como Sepúlveda reclamaba, pero se reconoció que los indios eran personas con derechos propios como De las Casas abonaba y consagrándose en las Leyes Nuevas, junto a la bula papal Sublimis Deus. Ante ello, ya no se hablaba de conquista, sino de pacificación, por lo que se reanudó la urbanización, con instrucciones específicas para evitar daño a los indios. Las regulaciones sobre como deber actuar en el futuro, en materia de descubrimientos y de colonizaciones, fueron las siguientes:

-En los descubrimientos: Se harían con licencia de la Audiencia y llevando al menos un religioso designado por ella. En estos viajes se prohibía hurtar los bienes a los naturales y tomar éstos por la fuerza, salvo algunos de ellos que quisieran ir por intérpretes. Ningún Virrey ni Gobernador emprendería por su cuenta nuevos viajes de descubrimiento. Ni por mar, ni por tierra.

-En las colonizaciones: Se prohibirían las encomiendas a partir de la primera vida; se darla libertad a los indios esclavos (se prohibía hacerlos esclavos en el futuro); se ordenaría una revisión de los repartimientos de indios (a las Audiencias) para que pasaran a la Corona aquellos que algunos españoles tenían en exceso; se traspasarían a la Corona todos los indios que los particulares tenían sin título legítimo; se prohibiría cargar a los naturales (salvo donde fuera inexcusable); se impondrían tasas moderadas en tributos y servicios; se suprimirían totalmente las tasas y tributos en aquellos lugares donde los indios habían sido objeto de una feroz explotación (Las Antillas).

#### Control sobre la Iglesia
Entre 1508 y 1523 los papas debieron conceder prerrogativas a los reyes de España o de la Monarquía Hispánica; pero ya en 1516 habían concedido privilegios semejantes al rey de Francia (por el papa León X) y antes aún al rey de Portugal (por la bula Dudum cupientes del papa Julio II, en 1506). Estas prerrogativas «se extendían solo a obispados y beneficios consistoriales».
Más tarde, los monarcas lograron el ejercicio de todas o la mayoría de facultades atribuidas a la Iglesia en el gobierno de los fieles, convirtiéndose, de hecho y de derecho, en la máxima autoridad eclesiástica en los territorios bajo su dominio. A ello se lo denomina patronato regio o real patronato stricto sensu.
Las disposiciones emanadas del papa, de la nunciatura apostólica y de los concilios debían obtener el pase regio o regium exequator antes de ser publicados en España y sus dominios. Si eran perjudiciales para el reino se aplicaba el derecho de retención y se impedía su difusión.
Posteriormente Carlos V sumó a lo anterior el cargo de Patriarca de Indias, obteniendo el control de toda la labor evangelizadora.

### Emperador del Sacro Imperio Romano Germánico

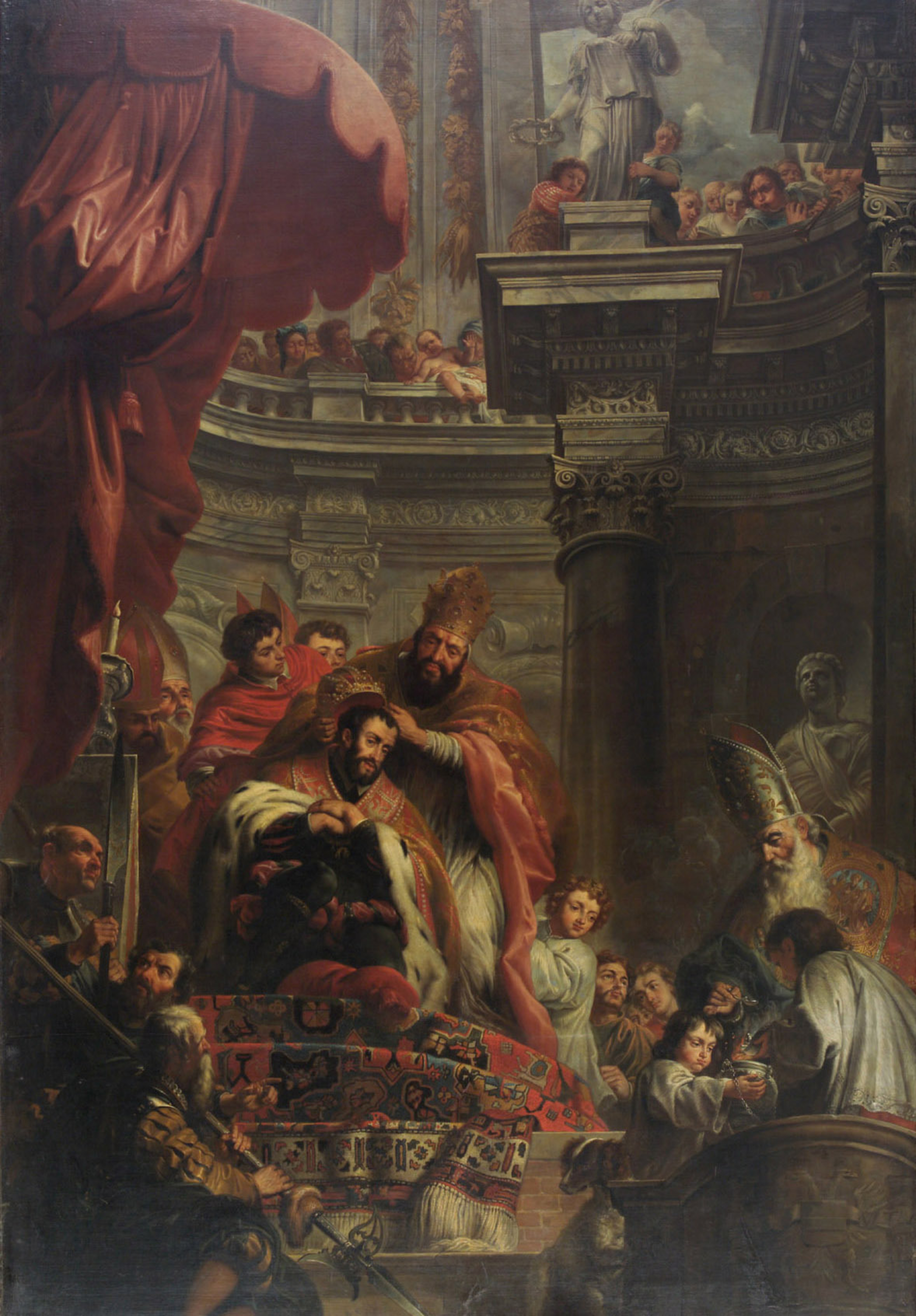
Coronación de Carlos V en Bolonia (1681), por Jan Erasmus Quellinus, Kunsthistorisches Museum.

Tras el fallecimiento de su abuelo Maximiliano I de Habsburgo, emperador del Sacro Imperio Romano Germánico, el 12 de enero de 1519, Carlos reunió en su persona los territorios procedentes de la cuádruple herencia de sus abuelos: habsburguesa (Maximiliano I), borgoñona (María de Borgoña), aragonesa (Fernando el Católico) y castellana (Isabel la Católica), aunque pocos años después renunció en su hermano Fernando los territorios de Austria.
La elección del nuevo emperador estaba a cargo de siete electores (los arzobispos de Colonia, Maguncia y Tréveris, y los príncipes de Bohemia, Sajonia, Brandemburgo y el Palatinado). La candidatura de Carlos en competencia con el rey Francisco I de Francia transfirió la suma de 852.000 florines en concepto de sobornos a los príncipes, con lo que se aseguró el voto de cuatro electores. El candidato contrario, el Rey de Francia, sólo pudo ofrecer 300.000 florines. De la suma total, los banqueros alemanes de Augsburgo como los Fugger aportaron casi dos tercios, 544.000 florines, mientras que el resto lo aportaron la Familia Welser de Augsburgo y la banca italiana. 
El 23 de octubre de 1520 fue coronado rey de Romanos en Aquisgrán y tres días después fue reconocido emperador electo del Sacro Imperio Romano Germánico. Estos asuntos en Alemania lo ausentaron de España hasta 1522.

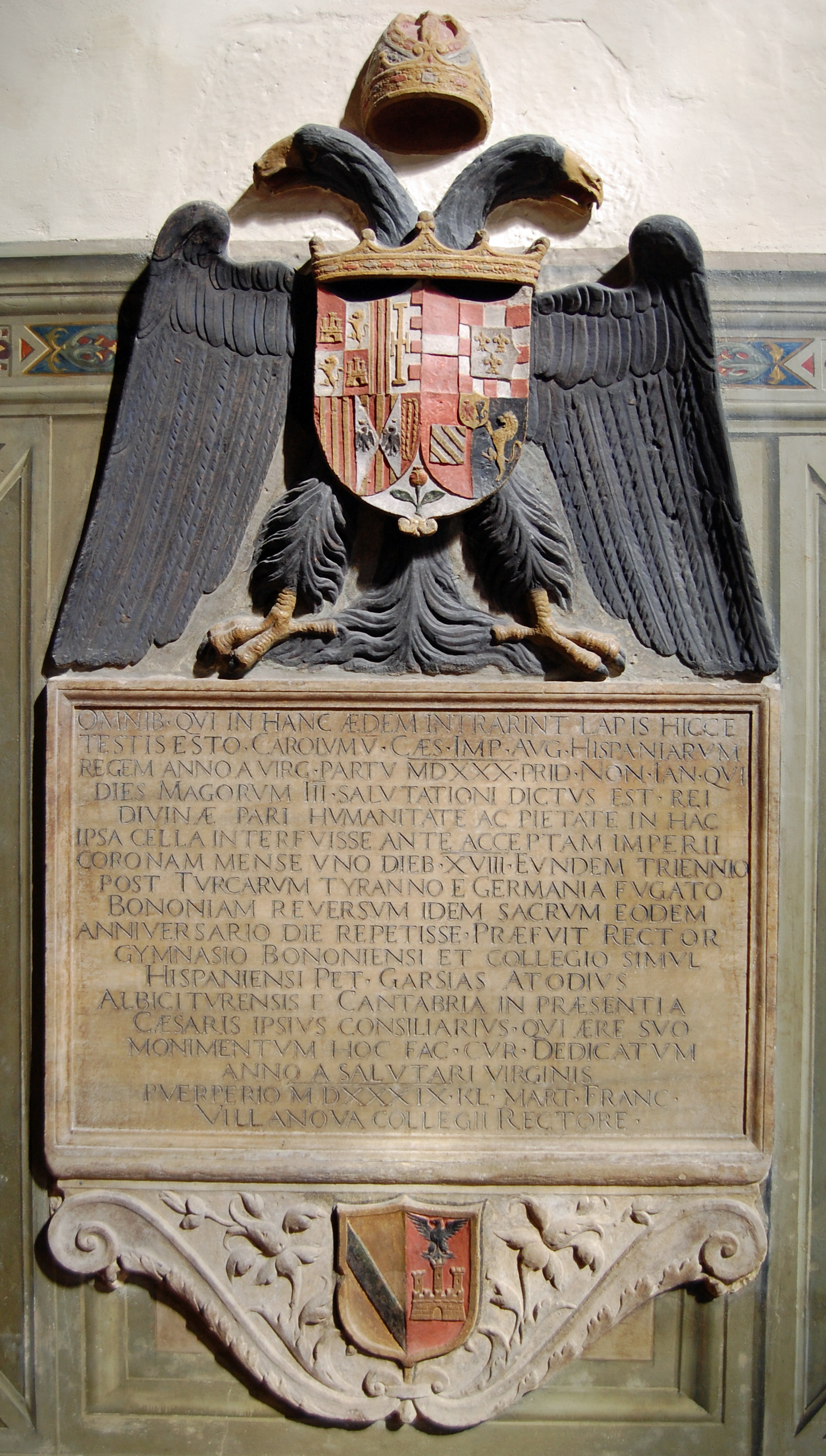
Placa conmemorativa de la estancia de Carlos I en Bolonia para su coronación imperial, ubicada en la capilla del Real Colegio de España.

El 24 de febrero de 1530, el mismo día de su cumpleaños, en Bolonia, Carlos fue coronado como emperador del Sacro Imperio Romano Germánico por el papa Clemente VII, quien se convirtió en aliado de la causa imperial. Previamente, dos días antes, con solemnidad, pero casi en privado, para que no quitara importancia a su coronación imperial, fue coronado como rey de los borgoñones o rey de Italia.
El ideario del emperador fue el ideal del humanismo de la Universitas Christiana, la supremacía de la autoridad imperial sobre todos los reyes de la cristiandad y la asunción de la defensa del catolicismo. Esta concepción imperial fue obra de mentes españolas como Pedro Ruiz de la Mota, Hugo de Moncada o Alfonso de Valdés. Frente a estos ideales universalistas mostraron su desacuerdo el rey francés Francisco I y el papa. De ahí que estuviera constantemente en lucha con ambos durante su imperio.

#### Contra los turcos otomanos

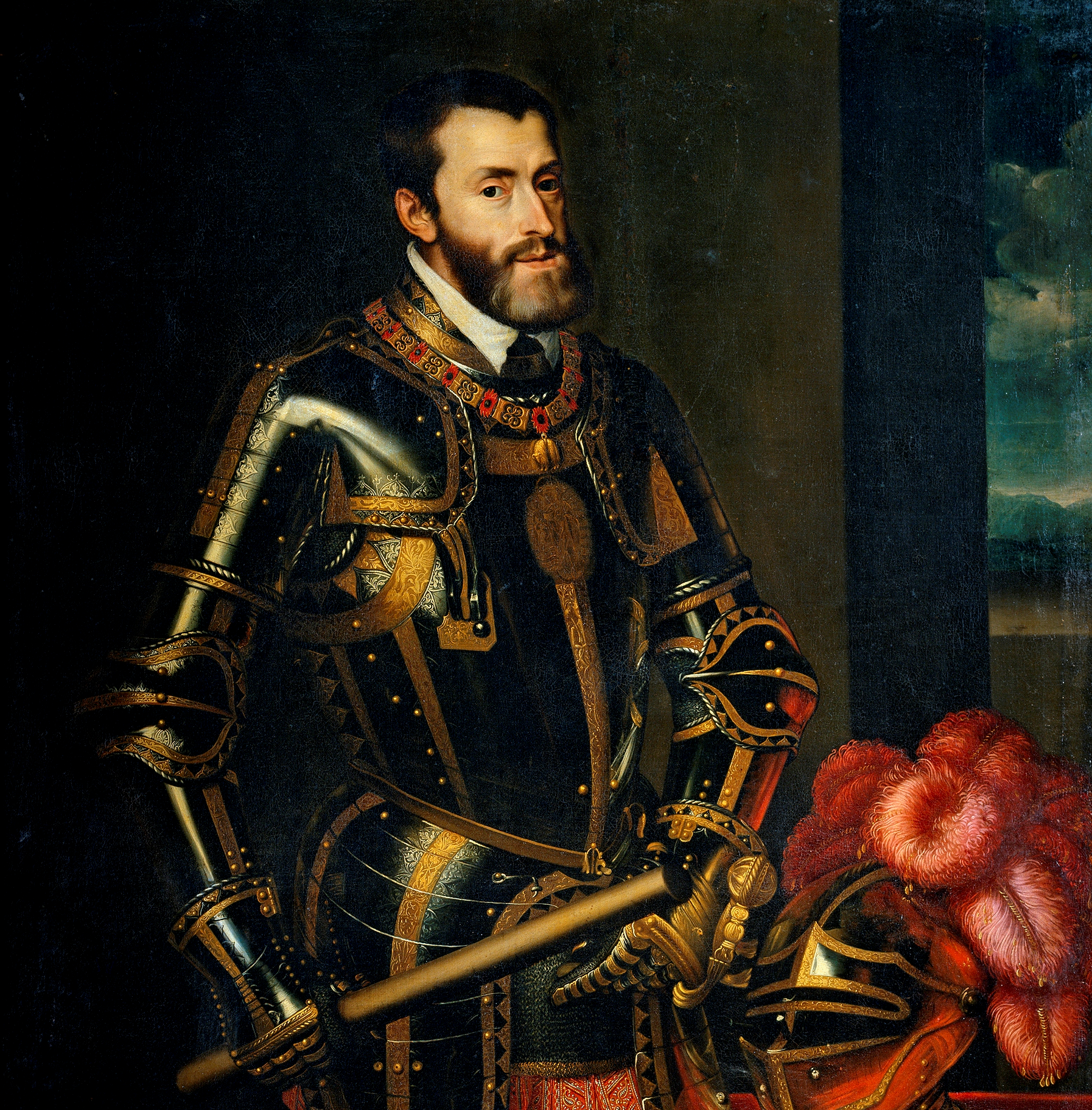
El Emperador Carlos V con el bastón, por Juan Pantoja de la Cruz. Copia de un retrato de Tiziano.

En 1516, el príncipe Selim de Argel pidió ayuda al corsario Baba Aruj, más conocido como Barbarroja, para deshacerse del sometimiento de Castilla. Aruj acudió en calidad de amigo, pero tras atacar Argel y expulsar a los españoles de la ciudad, mató a Selim y se autonombró rey. El cardenal Cisneros, regente de Castilla hasta la llegada de Carlos al reino, envió a una tropa de 8000 hombres al mando de Diego de Vera para reconquistar la ciudad, pero su falta de instrucción militar provocó que fueran derrotados.
En 1517 Aruj se apoderó de Tremecén, ciudad tributaria del gobernador español de Orán, el marqués de Comares Diego Fernández de Córdoba. Al año siguiente, este derrotó y mató al corsario y su hermano Jeireddín se proclamó rey de Argel. Tras enterarse de la noticia, Carlos decidió reconquistar inmediatamente la ciudad, enviando a Hugo de Moncada al mando de una expedición formada por 7500 soldados. El consejo de guerra celebrado el 17 de agosto decidió esperar la ayuda ofrecida por el rey de Tremecén, pero una fuerte tempestad asoló la flota española siete días después y Hugo de Moncada se vio obligado a retirarse.
De esta manera, con la ayuda de los príncipes alemanes protestantes y de buena parte de la nobleza castellana, Carlos acudió en 1532 en ayuda de su hermano Fernando de Habsburgo para defender Viena del ataque de Solimán el Magnífico, ciudad a la que llegó el 23 de septiembre del citado año, pero Francisco I de Francia, quien temía que el emperador derrotara a los turcos y así se centrara en la guerra contra él, aconsejó al sultán que no atacara al ejército imperial y este acabó retirándose sin ofrecer apenas batalla.
Ese mismo año Jeireddín Barbarroja logró expulsar a los españoles del Peñón de Argel y en 1533 se alió con Solimán, quien le nombró almirante de flota. Al año siguiente el corsario tomó Túnez y, ante esta situación, Carlos organizó dos operaciones de diferente fortuna. La primera fue la conocida como la Jornada de Túnez, en 1535, por la que se le arrebató Túnez a Barbarroja y la segunda, la Jornada de Argel, en 1541, que fracasó debido al mal tiempo.

#### Las guerras con Francia
Carlos I sostuvo cuatro guerras con Francisco I de Francia, que también aspiraba a la corona imperial, y al que exigía la devolución de Borgoña.
- En la primera guerra (1521-1526), Francia se apoderó del Milanesado y ayudó a Enrique II a recuperar el Reino de Navarra, tras su conquista en 1512. Sin embargo, el monarca francés fue derrotado y hecho prisionero, junto al monarca navarro, en la batalla de Pavía (1525). Francisco fue llevado a Madrid en donde firmó el Tratado de Madrid (1526), por el cual no volvería a ocupar ni el Milanesado ni apoyaría al rey de Navarra (pacto al que renunció meses después por firmarlo bajo coacción) y entregaría Borgoña a Carlos, además de renunciar a Flandes e Italia.
- En la segunda guerra (1526-1529) las tropas imperiales asaltaron y saquearon Roma (Saco de Roma), obligando al papa Clemente VII, aliado de Francisco I —tras la Liga de Cognac—, a refugiarse en el castillo de Sant´Angelo. Mediante la Paz de Cambrai, Carlos I renunció a Borgoña a cambio de que Francisco I renunciara a Italia, Flandes y el Artois, además de entregar la ciudad de Tournay. Coronado por el papa como emperador del Sacro Imperio Romano (1530), Carlos I continuó sus luchas contra Francia.
- La tercera (1535-1538) se produjo por la invasión francesa del ducado de Saboya, aliado de la monarquía Habsburgo, con la intención de continuar hacia Milán. Acabó con la firma de la tregua de Niza debido al agotamiento de ambos contendientes.
- La cuarta (1542-1544) concluyó debido a la reanudación del conflicto de los protestantes en Alemania. Agotados, los dos monarcas firmaron la Paz de Crépy, mediante la cual Carlos I perdió territorios del norte de Francia —como Verdún, etc.— y cercanos a Flandes; una vez más Francia renunciaba a Italia y Países Bajos, entrando Milán en la política matrimonial mediante un previsible enlace hispano-francés.

#### La aparición del protestantismo

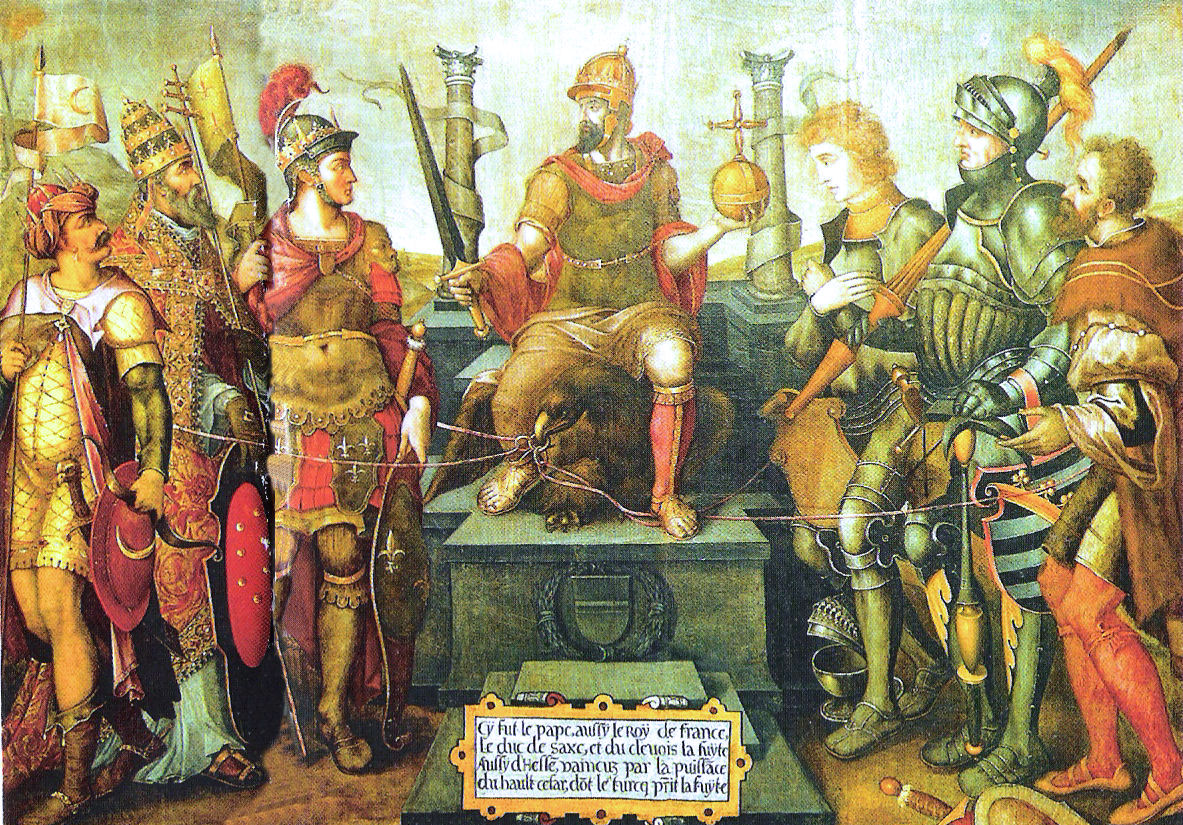
Alegoría del imperio de Carlos V, que aparece sentado con sus enemigos amarrados: Solimán el Magnífico, el Papa Clemente VII, Francisco I de Francia, el duque Juan de Cléveris, el duque de Sajonia y Felipe el Magnánimo.

La Monarquía Católica o Monarquía Hispánica del rey Carlos I se completó cuando el monarca fue proclamado emperador del Sacro Imperio bajo el nombre de Carlos V. El emperador asumió, entre otros compromisos, el de convocar asambleas de los estados denominadas reuniones o dietas.

Carlos V a caballo en Mühlberg por Tiziano.

En 1521, en la Dieta de Worms, su hermano Fernando fue nombrado regente del Imperio y elevado al rango de archiduque. Al mismo tiempo el monje Martín Lutero, bajo la protección del elector Federico de Sajonia, fue declarado proscrito, iniciándose el enfrentamiento religioso del catolicismo a fin de detener la expansión del luteranismo. En 1523 cedió las islas de Malta y Gozo, así como Trípoli a la Orden de Malta. Los seguidores de la doctrina de Lutero asumieron la denominación «protestantes» en cuanto ellos, reunidos en «órdenes reformadas», en el curso de la segunda Dieta de Espira de 1529, protestaron contra la decisión del emperador de restablecer el Edicto de Worms, edicto que había sido suspendido en la precedente Dieta de Espira de 1526. Como soberano, después de la imposición de la corona del Imperio por mano del pontífice en 1530, Carlos se dedicó completamente a tratar de solucionar los problemas que el luteranismo estaba creando en Alemania y en Europa, con el fin de salvaguardar la unidad de la fe cristiana contra el embate de los turcos musulmanes.
En el mismo año 1530, entre el 15 de junio y el 19 de noviembre, convocó la Dieta de Augsburgo, en la cual se enfrentaron luteranos y católicos sobre las llamadas Confesiones de Augsburgo. En esta Dieta acudió Melanchton, como representante de Lutero. Este hizo concesiones, pero se mostró intransigente en el matrimonio de los sacerdotes, la comunión bajo las dos especies y el rechazo de las misas privadas. Carlos confirmó el Edicto de Worms de 1521, es decir la excomunión para los luteranos, amenazando la reconstitución de la propiedad eclesiástica. Como respuesta, los luteranos, representados por las llamadas «órdenes reformadas», actuaron dando vida a la Liga de Esmalcalda en 1531. Tal coalición, dotada de un ejército y de una caja común, fue llamada también la «liga de los protestantes».

En el año 1532 la Dieta de Ratisbona tampoco llegó a un acuerdo entre católicos y protestantes. Según el historiador Joseph Pérez, Carlos V consideró, en todo momento, a los protestantes como herejes y rebeldes y si no pudo aplicar una represión mucho más dura fue porque el sistema político del Imperio Alemán se lo impidió. Reconociendo que era necesaria una reforma y para intentar resolver el problema, el pontífice Paulo III convocó el Concilio de Trento. Concilio iniciado oficialmente el 5 de diciembre de 1545 y concluido mucho después de desaparecidos el papa que convocó y el emperador Carlos V.

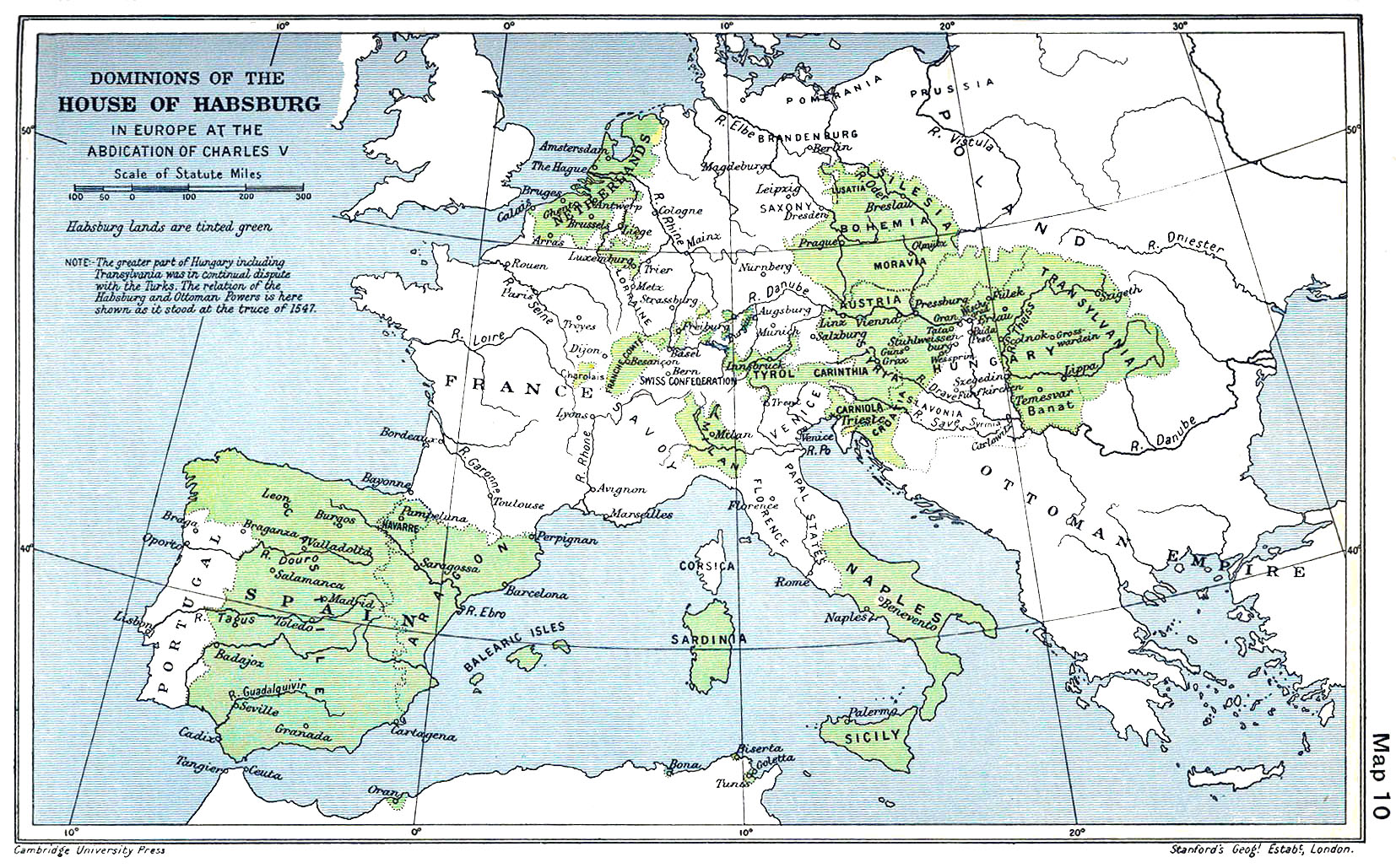
Dominios de los Habsburgo en Europa en 1547.

Tras la negativa de los protestantes a reconocer el Concilio de Trento, el emperador comenzó la guerra en el mes de junio de 1546, una vez firmada la Paz de Crépy (1545) con Francia y alcanzada una tregua con los turcos en Europa central. Los ejércitos católicos estaban compuestos por un ejército armado por el pontífice, al mando de Octavio Farnesio, otro austríaco mandado por Fernando de Austria y otro por los soldados de los Países Bajos al mando del Conde de Buren. También apoyaba al César Mauricio de Sajonia que había sido hábilmente apartado de la Liga de Esmalcalda. En resumen, el Emperador consiguió reunir a unos 40 000 hombres dirigidos por el duque de Alba, frente a los 60 000 de las tropas luteranas, aunque la falta de fondos y un enfrentamiento que se dilata en el tiempo reducen las fuerzas del emperador a 25 000 hombres; pese a todo Carlos V consiguió una contundente victoria en la batalla de Mühlberg, en 1547; poco después, los príncipes alemanes se retiraron y se subordinaron al emperador. De la dieta de Augsburgo, de 1548, resultó un decreto imperial conocido como el Interim de Augsburgo, para gobernar la Iglesia en espera de las resoluciones del Concilio con la pretensión de restaurar la unidad. En el interim se respetaba la doctrina católica, pero se permitía la comunión por las dos especies y el matrimonio del clero.

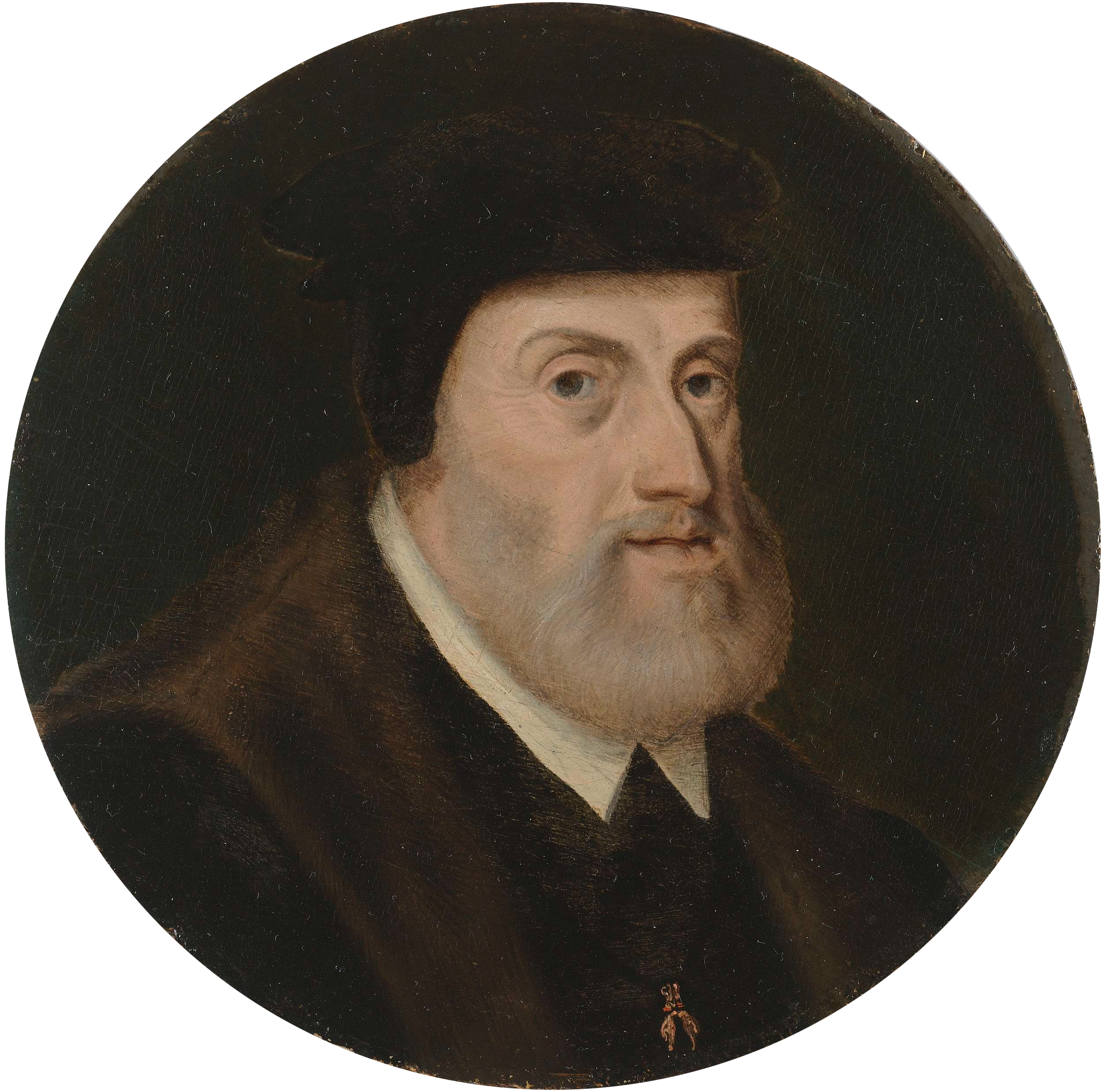
Retrato del emperador Carlos V hacia 1550.

Tras la victoria imperial en la guerra de Esmalcalda (1546-1547), los príncipes protestantes derrotados quedaron descontentos con los términos religiosos del Interim de Augsburgo, oponiéndose activamente. El concilio se reabrió en 1550 con la participación de los luteranos, y Carlos V estableció la corte imperial en Innsbruck, lo suficientemente cerca de Trento como para seguir la evolución de los debates. 
En enero de 1552, príncipes protestantes liderados por Mauricio de Sajonia, que había cambiado de bando, se aliaron con el rey Enrique II de Francia por el Tratado de Chambord (1552). A cambio del apoyo financiero francés y de asistencia, prometieron a Enrique la posesión de los Tres Obispados —Metz, Verdún y Toul— como vicario del Imperio. Desatada la guerra con los príncipes protestantes y ante el avance de Mauricio de Sajonia hacia Innsbruck, con el objetivo de capturar al Emperador, Carlos tuvo que huir a Carintia y apenas logró llegar con vida a Villach. Mientras, Enrique tomaba las fortalezas de Metz, Verdún y Toul. El hermano de Carlos, Fernando, negoció la paz con el Tratado de Passau (1552), por el que el emperador garantizaba la libertad de culto a los protestantes.
A pesar de su victoria, no logró el anhelado deseo de unificar política y socialmente el luteranismo con el catolicismo, por lo que poco después, en 1555, se vio obligado a suscribir la Paz de Augsburgo, por la que se reconocía a los príncipes alemanes el derecho de adherirse libremente a la confesión católica o al luteranismo, dando fin, aunque fuera de manera temporal (cincuenta años), al largo conflicto surgido por la Contrarreforma.
El desaliento que se produjo tras el fracaso del emperador en contener la reforma protestante en el Imperio Alemán estuvo en la base de su abdicación (1555) y de la división de su herencia, separando el Imperio Alemán del resto de territorios, cediéndoselo a su hermano Fernando y creando dos líneas dinásticas para los Habsburgo, la línea española y la línea austriaca. El Imperio se convertiría en una mera confederación de territorios. La Paz de Augsburgo (1555) fue confirmada por la paz de Westfalia, cien años después, en 1648 que terminó con la Guerra de los treinta años.

### Abdicación, retiro, fallecimiento y traslado de sus restos
Después de tantas guerras y conflictos, Carlos entró en una fase de reflexión: sobre sí mismo, sobre la vida y sus vivencias y, además, sobre el estado de Europa. Los grandes protagonistas, que junto con él habían trazado la escena europea en la primera mitad del siglo XVI, habían fallecido: Enrique VIII de Inglaterra y Francisco I de Francia en 1547, Martín Lutero en 1546, Erasmo de Róterdam diez años antes y el papa Paulo III en 1549. 

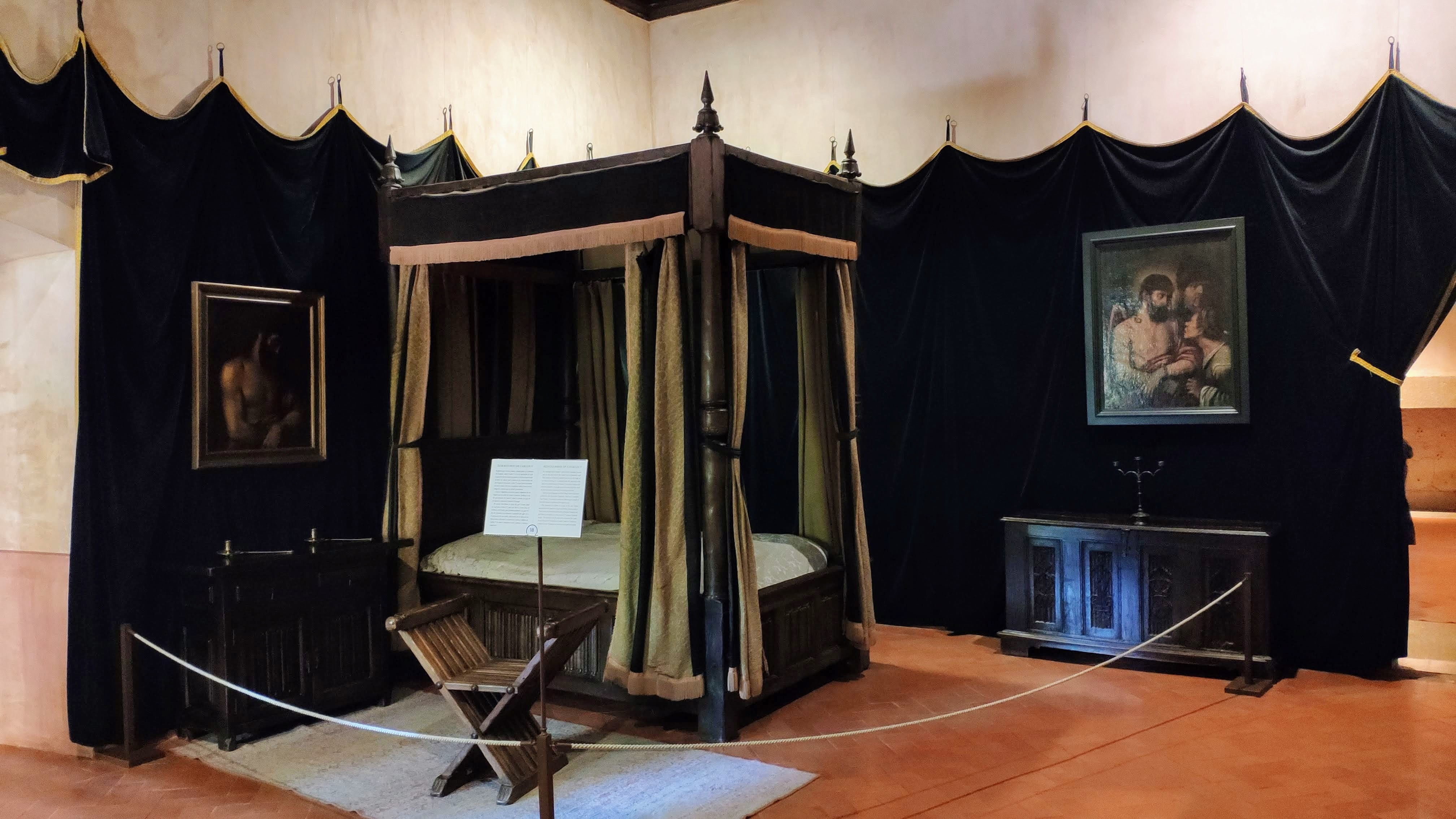
Lecho de muerte del emperador Carlos V en el Monasterio de Yuste, Cáceres.

El balance de su vida y de aquello que había completado no era del todo positivo, sobre todo en relación con los objetivos que se había fijado. Su sueño de un Imperio universal bajo los Habsburgo había fracasado, así como su objetivo de reconquistar Borgoña. Él mismo, aunque autonombrándose el primer y más ferviente defensor de la Iglesia Romana, no había conseguido impedir el asentamiento de la doctrina luterana. Sus posesiones de ultramar se habían acrecentado enormemente, pero sin que sus gobernadores hubiesen podido implantar estructuras administrativas estables. Pero tenía consolidado el dominio español sobre Italia, que se aseguraría después de su muerte con la Paz de Cateau-Cambrésis en 1559 y duraría ciento cincuenta años. Carlos comenzaba a tener conciencia de que Europa se encaminaba a ser gobernada por nuevos príncipes, los cuales, en nombre del mantenimiento de los propios Estados, no intentaban mínimamente alterar el equilibrio político-religioso al interior de cada uno de ellos. Su concepción del Imperio había pasado y se consolidaba España como potencia hegemónica.

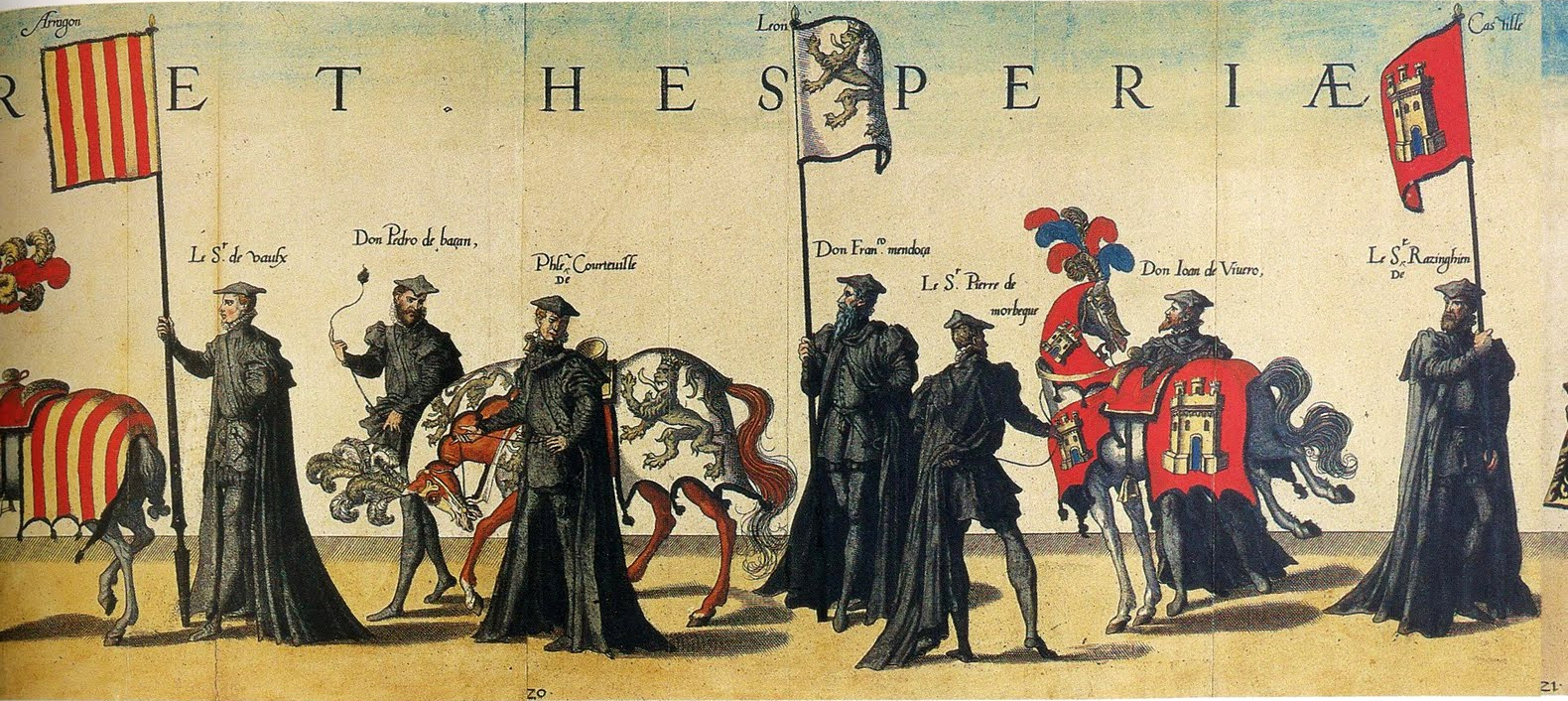
Estandartes con las armas de Aragón, de León y de Castilla en las exequias a la muerte de Carlos I. Jérôme Cock, Funerales de Carlos I, Amberes, Cristóbal Plantino, 1559.

En las abdicaciones de Bruselas (1555-1556), Carlos dejó el gobierno imperial a su hermano Fernando (aunque los electores no aceptaron su renuncia formalmente hasta el 24 de febrero de 1558) y la de España y las Indias a su hijo Felipe. Regresó a España en una travesía en barco desde Flandes hasta Laredo, con el propósito de curar la enfermedad de la gota en una comarca de la que le habían hablado por su buen clima y alejada de las grandes ciudades, la comarca extremeña de La Vera. Tardó un mes y tres semanas en llegar a Jarandilla de la Vera, lugar donde se hospedó gracias a la hospitalidad del III conde de Oropesa, Fernando Álvarez de Toledo y Figueroa, que lo alojó en su castillo de Oropesa. Allí esperó desde el 11 de noviembre de 1556 hasta el 3 de febrero de 1557, fecha en que finalizaron las obras de la casa palacio que mandó construir junto al monasterio de Yuste. En este plácido lugar permaneció un año y medio en retiro, alejado de las ciudades y de la vida política, y acompañado por la orden de los Jerónimos, quienes guiaron espiritualmente al monarca hasta sus últimos días.
En su testamento reconoció a Juan de Austria como hijo suyo nacido de la relación extramatrimonial que tuvo con Bárbara Blomberg en 1545. Lo conoció por primera vez en una de las habitaciones de la casa palacio del Monasterio de Yuste.
Finalmente, el 21 de septiembre de 1558 falleció de paludismo tras un mes de agonía y fiebres (a lo que se sumaba la gota, enfermedad que también padecía de manera aguda), causado por la picadura de un mosquito proveniente de las aguas estancadas de uno de los estanques construidos por el experto en relojes e ingeniero hidrográfico Torriani.
En 1573 el rey Felipe II dispuso el traslado de los restos del extinto emperador y de la infanta Leonor de Austria, reina de Portugal, al Monasterio de El Escorial, tarea que fue realizada por el IV conde de Oropesa, Juan Álvarez de Toledo y de Monroy. El ataúd de Carlos se encuentra en la Cripta Real del Monasterio de El Escorial, conocida como el Panteón de los Reyes.

## Familia

### Matrimonio e hijos

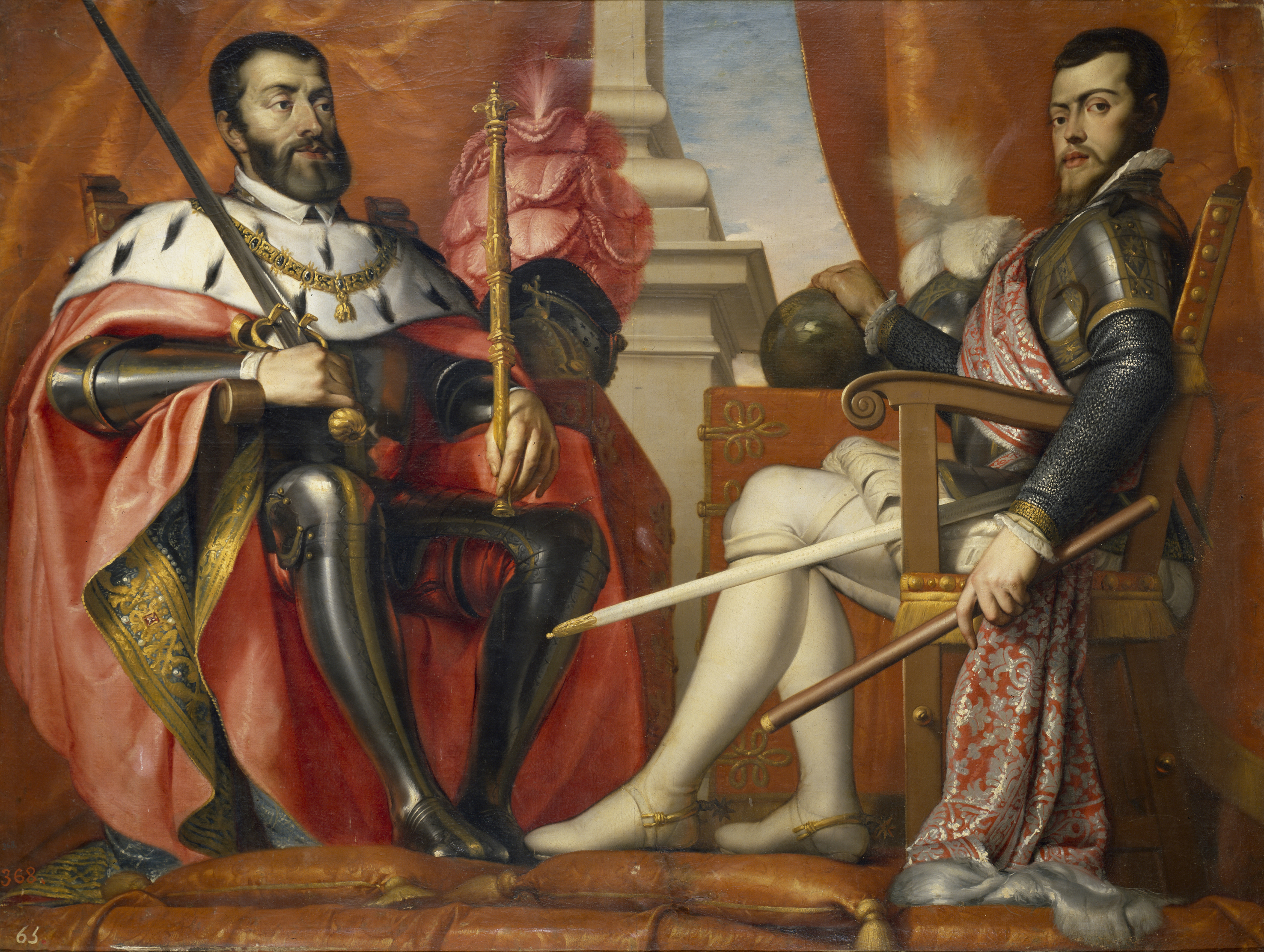
Carlos V y Felipe II, por Antonio Arias Fernández (1640), conservado en el Museo de Historia de Madrid, en depósito del Museo del Prado.

El 11 de marzo de 1526, Carlos I se casó en el Real Alcázar de Sevilla con su prima Isabel de Portugal, nieta de los Reyes Católicos y hermana de Juan III de Portugal, quien en 1525 se había casado con la hermana de Carlos I, Catalina de Austria. Con ella tuvo los siguientes hijos:
- Felipe (21 de mayo de 1527-13 de septiembre de 1598), sucesor de su padre en el trono de España (juntamente con sus posesiones en América, los Países Bajos, Milán, Cerdeña, Nápoles y Sicilia) con el nombre de Felipe II.
- María (21 de junio de 1528-26 de febrero de 1603), quien en 1548 se casó con el emperador Maximiliano II de Habsburgo, su primo hermano.
- Fernando (22 de noviembre de 1529-13 de julio de 1530).
- Niño muerto al nacer (29 de junio de 1534).
- Juana (24 de junio de 1535-7 de septiembre de 1573), quien en 1552 se casó con su primo hermano Juan Manuel de Portugal, infante heredero de Portugal.
- Juan (19 de octubre de 1537[86]-20 de marzo de 1538).
- Niño muerto al nacer (21 de abril de 1539).[87]

### Hijos extramatrimoniales
- Isabel de Castilla (1518-1565), hija de la reina Germana de Foix, viuda de Fernando el Católico y, por lo tanto, abuelastra de Carlos.[88]
- Margarita de Austria o Margarita de Parma (1522-1596), cuya madre fue Juana Van der Gheest.
- Juana de Austria y Xériga (1523-1530), hija de Catalina de Rebolledo  (o Catalina de Xériga), una de las damas de su madre Juana la Loca.[89]
- Tadea de Austria (¿1523?-ca. 1562), cuya madre fue Orsolina della Penna.[90] Se casó con Sinibaldo di Copeschi.
- Juan de Austria (1547-1578), cuya madre fue Bárbara Blomberg.

### Genealogía
Según una investigación realizada y publicada a principios de 2016 por los investigadores Gonzalo Álvarez y Francisco Ceballos, del Departamento de Genética de la Universidad de Santiago de Compostela sobre la consanguinidad de los Austrias españoles, el rey Carlos I presentaba un coeficiente de consanguinidad pequeño, del 3,7 %. Sus padres eran primos terceros entre sí y descendían de los reyes Fernando I de Aragón y Juan I de Portugal.
| \| \| \| \| \| \| \| \| \| \| \| \| \| \| \| \| \| \| \| \| 16. Ernesto I de Austria \| \| \| \| \| \| \| \| \| \| \| \| \| \| \| \| \| \| \| \| \| \| \| \| \| \| \| \| \| \| \| \| \| \| \| \| \| \| \| \| \| \| \| \| \| \| \| \| \| \| \| \| \| \| 8. Federico III de Habsburgo \| \| \| \| \| \| \| \| \| \| \| \| \| \| \| \| \| \| \| \| \| \| \| \| \| \| \| \| \| \| \| \| \| \| \| \| \| \| \| \| \| \| \| \| \| \| \| \| \| \| \| \| \| \| 17. Cimburgia de Masovia \| \| \| \| \| \| \| \| \| \| \| \| \| \| \| \| \| \| \| \| \| \| \| \| \| \| \| \| \| \| \| \| \| \| \| \| \| \| \| \| \| \| \| \| \| \| \| \| \| \| \| \| \| \| 4. Maximiliano I de Habsburgo \| \| \| \| \| \| \| \| \| \| \| \| \| \| \| \| \| \| \| \| \| \| \| \| \| \| \| \| \| \| \| \| \| \| \| \| \| \| \| \| \| \| \| \| \| \| \| \| \| \| \| \| \| \| 18. Eduardo I de Portugal \| \| \| \| \| \| \| \| \| \| \| \| \| \| \| \| \| \| \| \| \| \| \| \| \| \| \| \| \| \| \| \| \| \| \| \| \| \| \| \| \| \| \| \| \| \| \| \| \| \| \| \| \| \| 9. Leonor de Avis \| \| \| \| \| \| \| \| \| \| \| \| \| \| \| \| \| \| \| \| \| \| \| \| \| \| \| \| \| \| \| \| \| \| \| \| \| \| \| \| \| \| \| \| \| \| \| \| \| \| \| \| \| \| 19. Leonor de Aragón \| \| \| \| \| \| \| \| \| \| \| \| \| \| \| \| \| \| \| \| \| \| \| \| \| \| \| \| \| \| \| \| \| \| \| \| \| \| \| \| \| \| \| \| \| \| \| \| \| \| \| \| \| \| 2. Felipe I de Castilla \| \| \| \| \| \| \| \| \| \| \| \| \| \| \| \| \| \| \| \| \| \| \| \| \| \| \| \| \| \| \| \| \| \| \| \| \| \| \| \| \| \| \| \| \| \| \| \| \| \| \| \| \| \| 20. Felipe III de Borgoña \| \| \| \| \| \| \| \| \| \| \| \| \| \| \| \| \| \| \| \| \| \| \| \| \| \| \| \| \| \| \| \| \| \| \| \| \| \| \| \| \| \| \| \| \| \| \| \| \| \| \| \| \| \| 10. Carlos el Temerario \| \| \| \| \| \| \| \| \| \| \| \| \| \| \| \| \| \| \| \| \| \| \| \| \| \| \| \| \| \| \| \| \| \| \| \| \| \| \| \| \| \| \| \| \| \| \| \| \| \| \| \| \| \| 21. Isabel de Avís y Lancáster \| \| \| \| \| \| \| \| \| \| \| \| \| \| \| \| \| \| \| \| \| \| \| \| \| \| \| \| \| \| \| \| \| \| \| \| \| \| \| \| \| \| \| \| \| \| \| \| \| \| \| \| \| \| 5. María de Borgoña \| \| \| \| \| \| \| \| \| \| \| \| \| \| \| \| \| \| \| \| \| \| \| \| \| \| \| \| \| \| \| \| \| \| \| \| \| \| \| \| \| \| \| \| \| \| \| \| \| \| \| \| \| \| 22. Carlos I de Borbón \| \| \| \| \| \| \| \| \| \| \| \| \| \| \| \| \| \| \| \| \| \| \| \| \| \| \| \| \| \| \| \| \| \| \| \| \| \| \| \| \| \| \| \| \| \| \| \| \| \| \| \| \| \| 11. Isabel de Borbón \| \| \| \| \| \| \| \| \| \| \| \| \| \| \| \| \| \| \| \| \| \| \| \| \| \| \| \| \| \| \| \| \| \| \| \| \| \| \| \| \| \| \| \| \| \| \| \| \| \| \| \| \| \| 23. Inés de Borgoña \| \| \| \| \| \| \| \| \| \| \| \| \| \| \| \| \| \| \| \| \| \| \| \| \| \| \| \| \| \| \| \| \| \| \| \| \| \| \| \| \| \| \| \| \| \| \| \| \| \| \| \| \| \| 1. Carlos I de España \| \| \| \| \| \| \| \| \| \| \| \| \| \| \| \| \| \| \| \| \| \| \| \| \| \| \| \| \| \| \| \| \| \| \| \| \| \| \| \| \| \| \| \| \| \| \| \| \| \| \| \| \| \| 24. Fernando I de Aragón \| \| \| \| \| \| \| \| \| \| \| \| \| \| \| \| \| \| \| \| \| \| \| \| \| \| \| \| \| \| \| \| \| \| \| \| \| \| \| \| \| \| \| \| \| \| \| \| \| \| \| \| \| \| 12. Juan II de Aragón \| \| \| \| \| \| \| \| \| \| \| \| \| \| \| \| \| \| \| \| \| \| \| \| \| \| \| \| \| \| \| \| \| \| \| \| \| \| \| \| \| \| \| \| \| \| \| \| \| \| \| \| \| \| 25. Leonor de Alburquerque \| \| \| \| \| \| \| \| \| \| \| \| \| \| \| \| \| \| \| \| \| \| \| \| \| \| \| \| \| \| \| \| \| \| \| \| \| \| \| \| \| \| \| \| \| \| \| \| \| \| \| \| \| \| 6. Fernando II de Aragón \| \| \| \| \| \| \| \| \| \| \| \| \| \| \| \| \| \| \| \| \| \| \| \| \| \| \| \| \| \| \| \| \| \| \| \| \| \| \| \| \| \| \| \| \| \| \| \| \| \| \| \| \| \| 26. Fadrique Enríquez \| \| \| \| \| \| \| \| \| \| \| \| \| \| \| \| \| \| \| \| \| \| \| \| \| \| \| \| \| \| \| \| \| \| \| \| \| \| \| \| \| \| \| \| \| \| \| \| \| \| \| \| \| \| 13. Juana Enríquez \| \| \| \| \| \| \| \| \| \| \| \| \| \| \| \| \| \| \| \| \| \| \| \| \| \| \| \| \| \| \| \| \| \| \| \| \| \| \| \| \| \| \| \| \| \| \| \| \| \| \| \| \| \| 27. Marina Fernández de Córdoba \| \| \| \| \| \| \| \| \| \| \| \| \| \| \| \| \| \| \| \| \| \| \| \| \| \| \| \| \| \| \| \| \| \| \| \| \| \| \| \| \| \| \| \| \| \| \| \| \| \| \| \| \| \| 3. Juana I de Castilla \| \| \| \| \| \| \| \| \| \| \| \| \| \| \| \| \| \| \| \| \| \| \| \| \| \| \| \| \| \| \| \| \| \| \| \| \| \| \| \| \| \| \| \| \| \| \| \| \| \| \| \| \| \| 28. Enrique III de Castilla \| \| \| \| \| \| \| \| \| \| \| \| \| \| \| \| \| \| \| \| \| \| \| \| \| \| \| \| \| \| \| \| \| \| \| \| \| \| \| \| \| \| \| \| \| \| \| \| \| \| \| \| \| \| 14. Juan II de Castilla \| \| \| \| \| \| \| \| \| \| \| \| \| \| \| \| \| \| \| \| \| \| \| \| \| \| \| \| \| \| \| \| \| \| \| \| \| \| \| \| \| \| \| \| \| \| \| \| \| \| \| \| \| \| 29. Catalina de Lancáster \| \| \| \| \| \| \| \| \| \| \| \| \| \| \| \| \| \| \| \| \| \| \| \| \| \| \| \| \| \| \| \| \| \| \| \| \| \| \| \| \| \| \| \| \| \| \| \| \| \| \| \| \| \| 7. Isabel I de Castilla \| \| \| \| \| \| \| \| \| \| \| \| \| \| \| \| \| \| \| \| \| \| \| \| \| \| \| \| \| \| \| \| \| \| \| \| \| \| \| \| \| \| \| \| \| \| \| \| \| \| \| \| \| \| 30. Juan de Portugal \| \| \| \| \| \| \| \| \| \| \| \| \| \| \| \| \| \| \| \| \| \| \| \| \| \| \| \| \| \| \| \| \| \| \| \| \| \| \| \| \| \| \| \| \| \| \| \| \| \| \| \| \| \| 15. Isabel de Portugal \| \| \| \| \| \| \| \| \| \| \| \| \| \| \| \| \| \| \| \| \| \| \| \| \| \| \| \| \| \| \| \| \| \| \| \| \| \| \| \| \| \| \| \| \| \| \| \| \| \| \| \| \| \| 31. Isabel de Barcelos \| \| \| \| \| \| \| \| \| \| \| \| \| \| \| \| \| \| \| \| \| \| \| \| \| \| \| \| \| \| \| \| \| \| \| \| \| \| \| \| \| \| \| \| \| \| \| \| \| \| \| \| |                                 |  |  |  |  |  |  |  |  |  |  |  |  |  |  |  |
| |                                 |  |  |  |  |  |  |  |  |  |  |  |  |  |  |  |
| | 16. Ernesto I de Austria        |  |  |  |  |  |  |  |  |  |  |  |  |  |  |  |
| |                                 |  |  |  |  |  |  |  |  |  |  |  |  |  |  |  |
| |                                 |  |  |  |  |  |  |  |  |  |  |  |  |  |  |  |
| | 8. Federico III de Habsburgo    |  |  |  |  |  |  |  |  |  |  |  |  |  |  |  |
| |                                 |  |  |  |  |  |  |  |  |  |  |  |  |  |  |  |
| |                                 |  |  |  |  |  |  |  |  |  |  |  |  |  |  |  |
| | 17. Cimburgia de Masovia        |  |  |  |  |  |  |  |  |  |  |  |  |  |  |  |
| |                                 |  |  |  |  |  |  |  |  |  |  |  |  |  |  |  |
| |                                 |  |  |  |  |  |  |  |  |  |  |  |  |  |  |  |
| | 4. Maximiliano I de Habsburgo   |  |  |  |  |  |  |  |  |  |  |  |  |  |  |  |
| |                                 |  |  |  |  |  |  |  |  |  |  |  |  |  |  |  |
| |                                 |  |  |  |  |  |  |  |  |  |  |  |  |  |  |  |
| | 18. Eduardo I de Portugal       |  |  |  |  |  |  |  |  |  |  |  |  |  |  |  |
| |                                 |  |  |  |  |  |  |  |  |  |  |  |  |  |  |  |
| |                                 |  |  |  |  |  |  |  |  |  |  |  |  |  |  |  |
| | 9. Leonor de Avis               |  |  |  |  |  |  |  |  |  |  |  |  |  |  |  |
| |                                 |  |  |  |  |  |  |  |  |  |  |  |  |  |  |  |
| |                                 |  |  |  |  |  |  |  |  |  |  |  |  |  |  |  |
| | 19. Leonor de Aragón            |  |  |  |  |  |  |  |  |  |  |  |  |  |  |  |
| |                                 |  |  |  |  |  |  |  |  |  |  |  |  |  |  |  |
| |                                 |  |  |  |  |  |  |  |  |  |  |  |  |  |  |  |
| | 2. Felipe I de Castilla         |  |  |  |  |  |  |  |  |  |  |  |  |  |  |  |
| |                                 |  |  |  |  |  |  |  |  |  |  |  |  |  |  |  |
| |                                 |  |  |  |  |  |  |  |  |  |  |  |  |  |  |  |
| | 20. Felipe III de Borgoña       |  |  |  |  |  |  |  |  |  |  |  |  |  |  |  |
| |                                 |  |  |  |  |  |  |  |  |  |  |  |  |  |  |  |
| |                                 |  |  |  |  |  |  |  |  |  |  |  |  |  |  |  |
| | 10. Carlos el Temerario         |  |  |  |  |  |  |  |  |  |  |  |  |  |  |  |
| |                                 |  |  |  |  |  |  |  |  |  |  |  |  |  |  |  |
| |                                 |  |  |  |  |  |  |  |  |  |  |  |  |  |  |  |
| | 21. Isabel de Avís y Lancáster  |  |  |  |  |  |  |  |  |  |  |  |  |  |  |  |
| |                                 |  |  |  |  |  |  |  |  |  |  |  |  |  |  |  |
| |                                 |  |  |  |  |  |  |  |  |  |  |  |  |  |  |  |
| | 5. María de Borgoña             |  |  |  |  |  |  |  |  |  |  |  |  |  |  |  |
| |                                 |  |  |  |  |  |  |  |  |  |  |  |  |  |  |  |
| |                                 |  |  |  |  |  |  |  |  |  |  |  |  |  |  |  |
| | 22. Carlos I de Borbón          |  |  |  |  |  |  |  |  |  |  |  |  |  |  |  |
| |                                 |  |  |  |  |  |  |  |  |  |  |  |  |  |  |  |
| |                                 |  |  |  |  |  |  |  |  |  |  |  |  |  |  |  |
| | 11. Isabel de Borbón            |  |  |  |  |  |  |  |  |  |  |  |  |  |  |  |
| |                                 |  |  |  |  |  |  |  |  |  |  |  |  |  |  |  |
| |                                 |  |  |  |  |  |  |  |  |  |  |  |  |  |  |  |
| | 23. Inés de Borgoña             |  |  |  |  |  |  |  |  |  |  |  |  |  |  |  |
| |                                 |  |  |  |  |  |  |  |  |  |  |  |  |  |  |  |
| |                                 |  |  |  |  |  |  |  |  |  |  |  |  |  |  |  |
| | 1. Carlos I de España           |  |  |  |  |  |  |  |  |  |  |  |  |  |  |  |
| |                                 |  |  |  |  |  |  |  |  |  |  |  |  |  |  |  |
| |                                 |  |  |  |  |  |  |  |  |  |  |  |  |  |  |  |
| | 24. Fernando I de Aragón        |  |  |  |  |  |  |  |  |  |  |  |  |  |  |  |
| |                                 |  |  |  |  |  |  |  |  |  |  |  |  |  |  |  |
| |                                 |  |  |  |  |  |  |  |  |  |  |  |  |  |  |  |
| | 12. Juan II de Aragón           |  |  |  |  |  |  |  |  |  |  |  |  |  |  |  |
| |                                 |  |  |  |  |  |  |  |  |  |  |  |  |  |  |  |
| |                                 |  |  |  |  |  |  |  |  |  |  |  |  |  |  |  |
| | 25. Leonor de Alburquerque      |  |  |  |  |  |  |  |  |  |  |  |  |  |  |  |
| |                                 |  |  |  |  |  |  |  |  |  |  |  |  |  |  |  |
| |                                 |  |  |  |  |  |  |  |  |  |  |  |  |  |  |  |
| | 6. Fernando II de Aragón        |  |  |  |  |  |  |  |  |  |  |  |  |  |  |  |
| |                                 |  |  |  |  |  |  |  |  |  |  |  |  |  |  |  |
| |                                 |  |  |  |  |  |  |  |  |  |  |  |  |  |  |  |
| | 26. Fadrique Enríquez           |  |  |  |  |  |  |  |  |  |  |  |  |  |  |  |
| |                                 |  |  |  |  |  |  |  |  |  |  |  |  |  |  |  |
| |                                 |  |  |  |  |  |  |  |  |  |  |  |  |  |  |  |
| | 13. Juana Enríquez              |  |  |  |  |  |  |  |  |  |  |  |  |  |  |  |
| |                                 |  |  |  |  |  |  |  |  |  |  |  |  |  |  |  |
| |                                 |  |  |  |  |  |  |  |  |  |  |  |  |  |  |  |
| | 27. Marina Fernández de Córdoba |  |  |  |  |  |  |  |  |  |  |  |  |  |  |  |
| |                                 |  |  |  |  |  |  |  |  |  |  |  |  |  |  |  |
| |                                 |  |  |  |  |  |  |  |  |  |  |  |  |  |  |  |
| | 3. Juana I de Castilla          |  |  |  |  |  |  |  |  |  |  |  |  |  |  |  |
| |                                 |  |  |  |  |  |  |  |  |  |  |  |  |  |  |  |
| |                                 |  |  |  |  |  |  |  |  |  |  |  |  |  |  |  |
| | 28. Enrique III de Castilla     |  |  |  |  |  |  |  |  |  |  |  |  |  |  |  |
| |                                 |  |  |  |  |  |  |  |  |  |  |  |  |  |  |  |
| |                                 |  |  |  |  |  |  |  |  |  |  |  |  |  |  |  |
| | 14. Juan II de Castilla         |  |  |  |  |  |  |  |  |  |  |  |  |  |  |  |
| |                                 |  |  |  |  |  |  |  |  |  |  |  |  |  |  |  |
| |                                 |  |  |  |  |  |  |  |  |  |  |  |  |  |  |  |
| | 29. Catalina de Lancáster       |  |  |  |  |  |  |  |  |  |  |  |  |  |  |  |
| |                                 |  |  |  |  |  |  |  |  |  |  |  |  |  |  |  |
| |                                 |  |  |  |  |  |  |  |  |  |  |  |  |  |  |  |
| | 7. Isabel I de Castilla         |  |  |  |  |  |  |  |  |  |  |  |  |  |  |  |
| |                                 |  |  |  |  |  |  |  |  |  |  |  |  |  |  |  |
| |                                 |  |  |  |  |  |  |  |  |  |  |  |  |  |  |  |
| | 30. Juan de Portugal            |  |  |  |  |  |  |  |  |  |  |  |  |  |  |  |
| |                                 |  |  |  |  |  |  |  |  |  |  |  |  |  |  |  |
| |                                 |  |  |  |  |  |  |  |  |  |  |  |  |  |  |  |
| | 15. Isabel de Portugal          |  |  |  |  |  |  |  |  |  |  |  |  |  |  |  |
| |                                 |  |  |  |  |  |  |  |  |  |  |  |  |  |  |  |
| |                                 |  |  |  |  |  |  |  |  |  |  |  |  |  |  |  |
| | 31. Isabel de Barcelos          |  |  |  |  |  |  |  |  |  |  |  |  |  |  |  |
| |                                 |  |  |  |  |  |  |  |  |  |  |  |  |  |  |  |
| |                                 |  |  |  |  |  |  |  |  |  |  |  |  |  |  |  |

## Semblanza
El embajador veneciano Gaspar Contarini hacía la siguiente descripción del Emperador Carlos V a los veinticinco años de edad:

Es de estatura mediana, mas no muy grande, ni pequeño, blanco, de color más bien pálido que rubicundo; del cuerpo, bien proporcionado, bellísima pierna, buen brazo, la nariz un poco aguileña, pero poco; los ojos ávidos, el aspecto grave, pero no cruel ni severo; ni en él otra parte del cuerpo se puede inculpar, excepto el mentón y también toda su faz interior, la cual es tan ancha y tan larga, que no parece natural de aquel cuerpo; pero parece postiza, donde ocurre que no puede, cerrando la boca, unir los dientes inferiores con los superiores; pero los separa un espacio del grosor de un diente, donde en el hablar, máxime en el acabar de la cláusula, balbucea alguna palabra, la cual por eso no se entiende muy bien.

## Potestades
| Predecesora: Juana de Aragón                                                               | Príncipe de Asturias 1506-1516 | Sucesor: Felipe II  |
| Predecesor: Felipe IV de Borgoña                                                           | Duque titular de Borgoña Duque de Brabante, Limburgo, Lothier y Luxemburgo. Conde de Artois, Flandes, Henao, Namur, Holanda y Zelanda. Señor de Malinas Margrave del Sacro Imperio Romano 1506-1555                                                                       | Sucesor: Felipe II  |
| Predecesor: Felipe IV de Borgoña                                                           | Conde Palatino de Borgoña Señor de Salins 1506–1556 | Sucesor: Felipe II  |
| Predecesor: Felipe IV de Borgoña                                                           | Conde de Charolais 1506-1558 | Sucesor: Felipe II  |
| Predecesor: Jorge el Barbudo de Sajonia-Meissen Guerra friso-holandesa: Pier Gerlofs Donia | Señor de Frisia 1515/1524-1555 | Sucesor: Felipe II  |
| Predecesor: Obispo Enrique II de Baviera                                                   | Señor de las ciudades, pueblos y tierras de Utrech y Overijssel 1528-1555 | Sucesor: Felipe II  |
| Predecesor: Carlos de Egmont                                                               | Señor de Groninga (con Drente) 1536-1555 | Sucesor: Felipe II  |
| Predecesor: Guillermo V de Cléveris                                                        | Duque de Güeldres y Conde de Zutphen 1543-1555 | Sucesor: Felipe II  |
| Predecesora: Juana I (Fernando II de Aragón Gobernador del Reino)                          | Rey de Castilla y León 1516-1556 (Junto a su madre Juana I: 1516-1555) | Sucesor: Felipe II  |
| Predecesor: Fernando II de Aragón                                                          | Rey de Navarra 1516-1556 (Junto a su madre Juana III: 1516-1555) | Sucesor: Felipe II  |
| Predecesor: Fernando II de Aragón                                                          | Rey de Aragón, Valencia, Mallorca, Sicilia y Cerdeña Conde de Barcelona 1516-1556 (Junto a su madre Juana I: 1516-1555) | Sucesor: Felipe II  |
| Predecesor: Fernando II de Aragón                                                          | Rey de Nápoles 1516-1554 (Junto a su madre Juana III: 1516-1554) | Sucesor: Felipe II  |
| Predecesor: Maximiliano I                                                                  | Archiduque de Austria Duque de Estiria, Carniola y Carintia Landgrave de Alsacia Príncipe de Suabia Conde del Tirol, Habsburgo, Goricia, Ferrete y Kyburgo Margrave de Burgau Señor de la Marca Eslovena y Pordenone 1519-1521 (Junto a su hermano Fernando I: 1519-1521) | Sucesor: Fernando I |
| Predecesor: Maximiliano I                                                                  | Rey de Romanos 1519-1520 | Sucesor: Fernando I |
| Predecesor: Maximiliano I                                                                  | Emperador del Sacro Imperio Romano Germánico 1520-1558 | Sucesor: Fernando I |

Predecesor:
Huascar Sapac Inca 
Reino del Perú (Tawantinsuyo)
Sucesor: Felipe II
Rey del Perú (Tawantinsuyo)